# Gara Baia Mare
Gara Baia Mare este o gară de cale ferată care deservește Baia Mare, reședința județului Maramureș, România. Situată pe Magistrala CFR 400, este cea mai mare gară din județul Maramureș, de aici plecând trenuri în două direcții.

## Istoric
Orașul Baia Mare a fost legat la rețeaua de cale ferată în 1884, odată cu inaugurarea liniei de cale ferată Satu Mare – Baia Mare. Calea ferată Satu Mare–Baia Mare face parte din Magistrala CFR 400 și are o lungime de 60 km. În 1882, la Cluj (în maghiară Kolozsvár) un grup de oameni de afaceri au înființat „Societatea anonimă a căilor ferate locale Satu Mare – Baia Mare” (în maghiară "Szatmárnémeti – Nagybánya helyi vasúti részvénytársaság"). Societatea, având capital privat multinațional, a obținut concesiunea pentru construirea căii ferate care să conecteze Satu Mare (în maghiară Szatmárnémeti) de Baia Mare (în maghiară Nagybánya). Linia concesionată cu o lungime de 56,3 km pornește din Botiz (în maghiară Batiz), ca nod de legătură la linia deja existentă Debrecen – Szatmárnémeti (Satu Mare) – Királyháza (Korolevo) – Máramarossziget (Sighetu Marmației), a fost construită între anii 1882-1884. Porțiunea de linie Satu Mare – Botiz a fost exploatată în comun de către Helyi Érdekű Vasút (Calea Ferată de Interes Local) și Északkeleti Vasúttal (Căile Ferate Nord-Est). În 1904, datorită exploatării greoaie a porțiunii comune de linie, HÉV a construit o porțiune de 3,8 km care lega Botizul de stația Satu Mare a Căilor Ferate Maghiare (Magyar Államvasutak). După inaugurarea liniei, remorcarea trenurilor a fost făcută cu locomotive cu abur, din depoul Satu Mare, din seriile MÁV 50, 149, 150, 220, 230, 320, 324, 325, 342 și 375. Începând cu 1933 au circulat automotoarele BCm-mot-101, BCm-mot-121 și BCm-mot-151. După anul 1955 s-au folosit locomotive cu abur românești din seriile 50.100, 140.200, 150.000 și 230.000, iar după 1969 locomotivele diesel-electrice 060-DA construite la Electroputere Craiova și după 1974 locomotivele diesel-hidraulice 040-DHC construite la Uzinele „23 August” București. Automotoarele Siemens Desiro au început să circule de la 1 octombrie 2003.

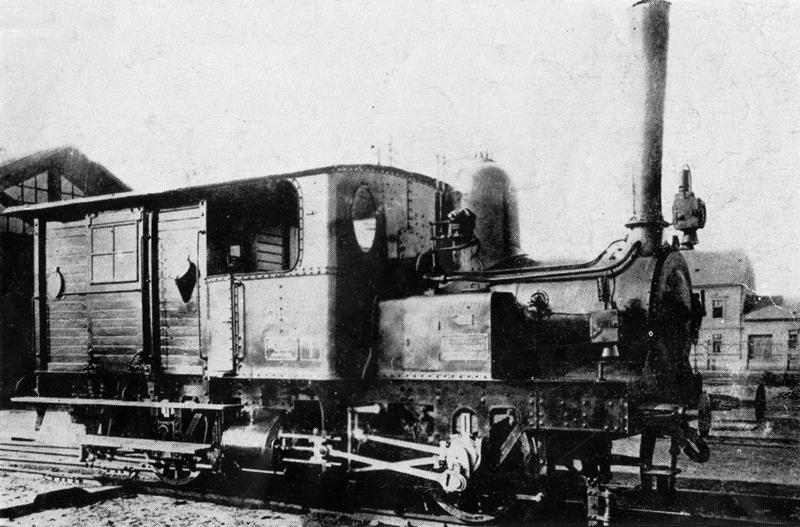
Locomotivă MÁV seria 150

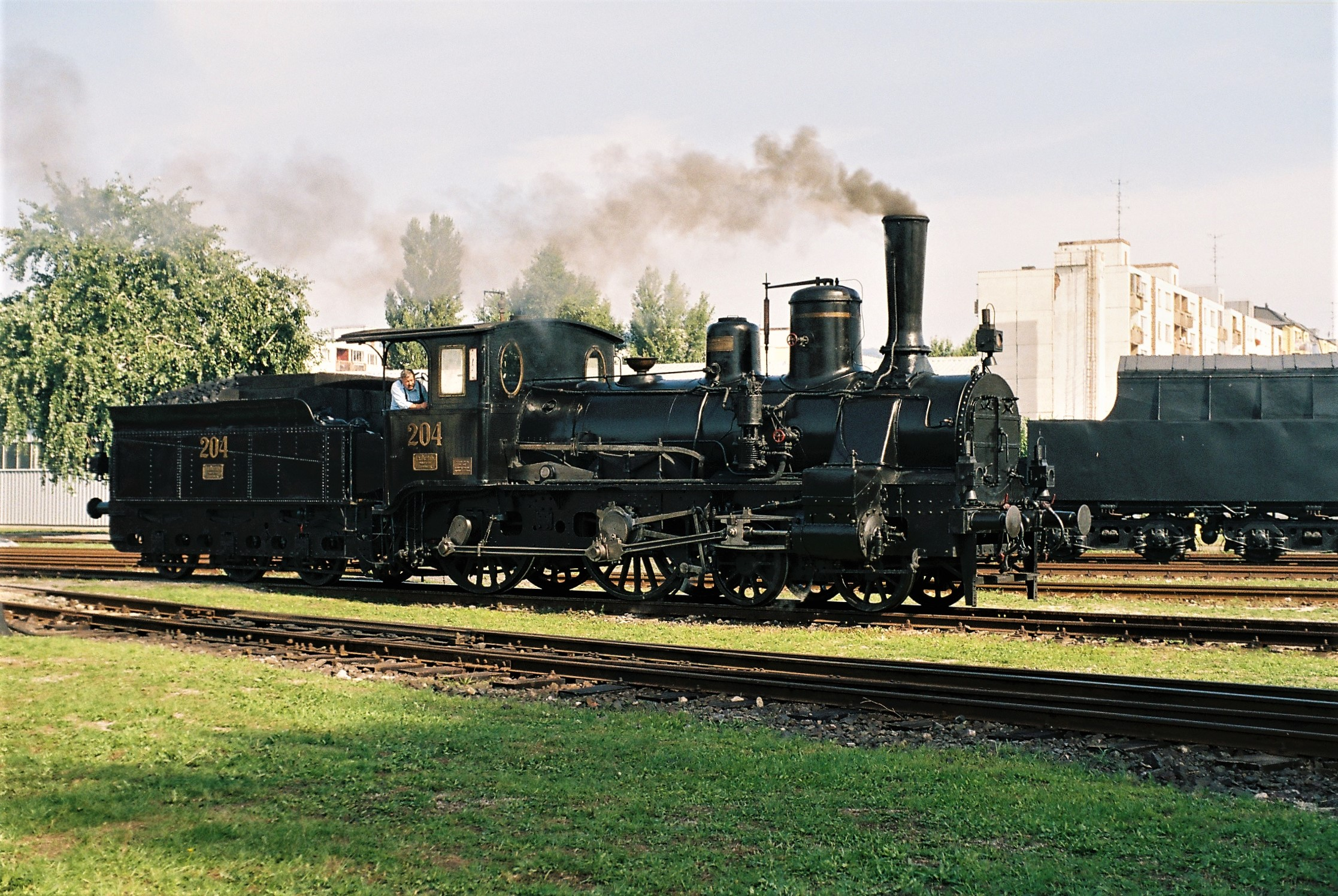
Locomotivă MÁV seria 220

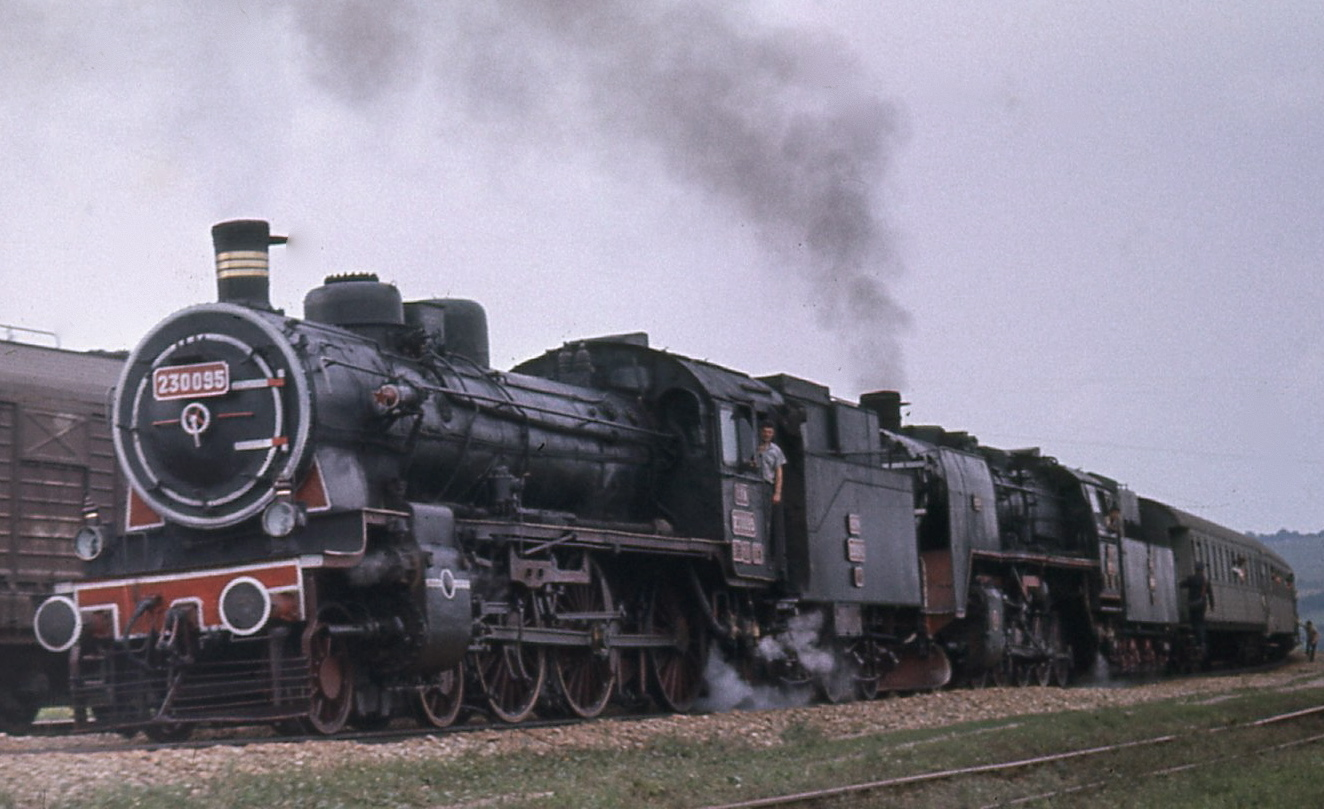
Locomotivă CFR seria 230.000

Cu ocazie conectării la calea ferată a fost construită și prima gară din oraș. La aceea vreme gara Baia Mare dispunea de patru linii care au corespuns cerințelor traficului din acele vremuri, două dintre linii fiind utilizate de către trenurile de călători, iar două de către marfare. În 1899, odată cu inaugurarea liniei de cale ferată Jibou – Baia Mare, orașul a fost legat de Jibou și Dej. Calea ferată Jibou–Baia Mare face parte din Magistrala CFR 400 și are o lungime de 58 km. A fost construită ca o legătură feroviară între două linii deja existente: linie deschisă în 1884 de la Satu Mare către Baia Mare și linia pusă în funcțiune în 1890 de la Dej (în maghiară Dés) către Zalău (în maghiară Zilah). S-a proiectat o legătură feroviară de la Jibou (în maghiară Zsibó) către Baia Mare, care să lege cele două căi ferate mai vechi. Lucrările de construcție începute în 1897, au fost executate de „Societatea anonimă a căilor ferate Valea Someșului” (în maghiară "Szamosvölgyi vasut részvénytársaság", în germană "Szamosthaler Eisenbahn ActienGesellschaft"), și s-au finalizat în 1899. În anul 1905, pe timpul primarului Endre Gellért s-a terminat construcția căii ferate între Baia Mare – Baia Sprie (în maghiară Felsőbánya), apoi în 1906 a celei între Baia Mare – Ferneziu (în maghiară Alsófernezely).
Dezvoltarea socio-economică, în special a industriei miniere din zonă (după 1945 s-au construit Flotația Săsar, Flotația Centrală, IMMUM, UUMR, IMRAUT și secții noi la Phoenix și Romplumb), a impus rapid dezvoltarea infrastructurii feroviare. În anii '60 gara, situată în spatele fostului magazin „Romarta” de pe Bulevardul Regele Mihai I nr.7, avea două săli de așteptare, chioșcuri de dulciuri, case de bilete, bănci și o cantină pentru lucrătorii CFR. Întinderea cuprinsese o suprafață destul de mare, cu depouri în perimetrul actual al magazinului „Maramureșul”, iar placa turnantă în locul în care astăzi este construit Colegiul Tehnic „George Barițiu” (fostul Liceu de Telecomunicații). Linia spre Jibou și Satu Mare mergea de la gară paralel cu actualul Bulevard Regele Mihai I (fostul Bulevard București), trecea prin spatele fostului Centru de Calcul (Centrul Teritorial de Calcul Electronic Baia Mare), pe structura căruia s-a construit ulterior hotelul „Eurohotel”, pe lângă fosta tipografie (Întreprinderea Poligrafică Maramureș), traversa zona unde se intersectează Bulevardul Regele Mihai I cu Bulevardul Decebal și ducea către ieșirea din oraș, unde se ramifica spre vest, către Satu Mare și spre sud către Jibou. Astăzi în spatele blocului de locuințe de pe Bulevardul Regele Mihai I nr.23A, în curtea Templului reformat se găsește o ridicătură de pământ, aceasta făcea parte din terasamentul căii ferate care trecea până în 1968 pe acolo. În 1965 calea ferată tranzita orașul care căpăta proporții. Linia continua către Tăuții de Sus, Baia Sprie și Ferneziu. Linia Baia Mare – Baia Sprie avea 9 km trecea de la gară pe unde astăzi este situat Colegiul Național „Mihai Eminescu”, apoi prin spatele Inspectoratului Județean de Poliție, ajungea în zona Pieței de alimente „Izvoare” unde era stația Baia Mare haltă, continua spre zona „Phoenix” unde era stația Baia Mare Fabrică, de aici mergea spre Tăuții de Sus (în maghiară Giródtótfalu), ajungând până în Baia Sprie. Până în 1918 stația Baia Mare haltă a purtat denumirea Baia Mare Piața Fânului (în maghiară Nagybánya szénatér) după aceea s-a numit Baia Mare Obor, după 1926 a fost redenumită Obor Criș, în 1939 Baia Mare haltă, în 1940 Baia Mare Halta Piața Illona Zrinyi (în maghiară Nagybánya Zrinyi Illona-tér m.h./Nagybánya Zrinyi Illona-tér megállóhely) iar după 1945 s-a revenit la denumirea Baia Mare haltă. Stația Baia Mare Fabrică, punctul de întâlnire cu linia cu ecartament îngust (760 mm) Baia Mare - Răzoare, până în 1918 a purtat denumirea Baia Mare Halta de Încrucișare (în maghiară Nagybánya forgalmi kitérő) după aceea a fost redenumită Băilești, după 1926 a fost redenumită Lucaci, după 1935 Tăuții de Sus (în condițiile în care stația Tăuții de Sus a fost redenumită Tăuții de Sus haltă) iar în 1939 Baia Mare Fabrică (în maghiară Nagybánya gyártelep). În 1954 trei perechi de trenuri mixte, cu clasele 1, 2 și 3, parcurgeau această distanță în aproximativ 41 de minute. În 1958 trenurile mixte cu două clase parcurgeau traseul în 36 de minute. Un extras al Mersului Trenurilor din 1948 arată că în acel an circulau trei perechi de trenuri de pasageri, în direcția Baia Sprie. Acestea aveau plecările fixate la ore utile în special navetiștilor care lucrau în Baia Mare. Traseul era străbătut de o singură garnitură formată dintr-o locomotivă cu abur și vagoane cu clasele 1, 2 și 3. Primul tren pleca dimineața din gara Baia Mare la ora 4:00, ajungea la Baia Sprie la ora 4:29, unde staționa 10 minute (timp suficient ca locomotiva să rebruseze), prelua muncitorii după care pornea până în stația Baia Mare Fabrică, unde ajungea la ora 4:54. După 39 de minute se forma un nou tren care pornea spre gara Baia Mare, unde ajungea la ora 5:42. Această manevră se repeta de trei ori pe zi.
| BAIA MARE – BAIA SPRIE – BAIA MARE0 | BAIA MARE – BAIA SPRIE – BAIA MARE0 | BAIA MARE – BAIA SPRIE – BAIA MARE0 | BAIA MARE – BAIA SPRIE – BAIA MARE0 | BAIA MARE – BAIA SPRIE – BAIA MARE0 | BAIA MARE – BAIA SPRIE – BAIA MARE0 | BAIA MARE – BAIA SPRIE – BAIA MARE0 | BAIA MARE – BAIA SPRIE – BAIA MARE0 | BAIA MARE – BAIA SPRIE – BAIA MARE0 | BAIA MARE – BAIA SPRIE – BAIA MARE0 | BAIA MARE – BAIA SPRIE – BAIA MARE0 | BAIA MARE – BAIA SPRIE – BAIA MARE0 | BAIA MARE – BAIA SPRIE – BAIA MARE0 | BAIA MARE – BAIA SPRIE – BAIA MARE0 | BAIA MARE – BAIA SPRIE – BAIA MARE0 | BAIA MARE – BAIA SPRIE – BAIA MARE0 | BAIA MARE – BAIA SPRIE – BAIA MARE0 | BAIA MARE – BAIA SPRIE – BAIA MARE0 | BAIA MARE – BAIA SPRIE – BAIA MARE0 | BAIA MARE – BAIA SPRIE – BAIA MARE0 |
| 890                                 | 890                                 | 890                                 | 890                                 | 890                                 | 890                                 | 890                                 | 890                                 | 890                                 | 890                                 | 890                                 | 890                                 | 890                                 | 890                                 | 890                                 | 890                                 | 890                                 | 890                                 | 890                                 | 890                                 |
| Orar                                | Orar                                | Orar                                | Orar                                | Orar                                | Orar                                | Orar                                | Orar                                | Km                                  | Gări                                | Km                                  | Orar                                | Orar                                | Orar                                | Orar                                | Orar                                | Orar                                | Orar                                | Orar                                |                                     |
| ----------------------------------- | ----------------------------------- | ----------------------------------- | ----------------------------------- | ----------------------------------- | ----------------------------------- | ----------------------------------- | ----------------------------------- | ----------------------------------- | ----------------------------------- | ----------------------------------- | ----------------------------------- | ----------------------------------- | ----------------------------------- | ----------------------------------- | ----------------------------------- | ----------------------------------- | ----------------------------------- | ----------------------------------- | ----------------------------------- |
| ↓                                   | 4:00                                | 14:00                               | 19:00                               | 0–0                                 | 0–0                                 | 0–0                                 | ↓                                   | 0                                   | 0Baia Mare0                         | 9                                   | ↑                                   | 0–0                                 | 5:42                                | 0–0                                 | 15:28                               | 0–0                                 | 20:48                               | ↑                                   |                                     |
| ↓                                   | 4:05                                | 14:05                               | 19:05                               | 0–0                                 | 0–0                                 | 0–0                                 | ↓                                   | 1                                   | 0Baia Mare haltă0                   | 8                                   | ↑                                   | 0–0                                 | 5:38                                | 0–0                                 | 15:24                               | 0–0                                 | 20:44                               | ↑                                   |                                     |
| ↓                                   | 4:12                                | 14:10                               | 19:12                               | 0–0                                 | 0–0                                 | 0–0                                 | ↓                                   | 2                                   | 0Baia Mare Fabrică0                 | 7                                   | ↑                                   | 4:54                                | 5:33                                | 14:47                               | 15:19                               | 19:54                               | 20:39                               | ↑                                   |                                     |
| ↓                                   | 4:20                                | 14:17                               | 19:20                               | 0–0                                 | 0–0                                 | 0–0                                 | ↓                                   | 6                                   | 0Tăuții de Sus0                     | 3                                   | ↑                                   | 4:47                                | 0–0                                 | 14:41                               | 0–0                                 | 19:47                               | 0–0                                 | ↑                                   |                                     |
| ↓                                   | 4:29                                | 14:26                               | 19:29                               | 0–0                                 | 0–0                                 | 0–0                                 | ↓                                   | 9                                   | 0Baia Sprie0                        | 0                                   | ↑                                   | 4:39                                | 0–0                                 | 14:33                               | 0–0                                 | 19:39                               | 0–0                                 | ↑                                   |                                     |

Linia Baia Mare – Ferneziu avea 7 km se ramifica din linia Baia Mare – Baia Sprie la stația Baia Mare Fabrică pentru a urca spre nord până la stația Ferneziu. În anul 1954 circulau două perechi de trenuri mixte pe zi, cu trei clase, tractate de locomotive cu abur, care parcurgea acest traseu în 37 de minute. În 1958 traficul a fost redus la o singură pereche de trenuri mixte, cu două clase, care străbăteau traseul în 35 de minute. Linia a purtat și denumirea Baia Mare – Firiza deoarece actualul cartier Ferneziu din Baia Mare a fost în diferite perioade un sat separat numit Firiza de Jos ori un sat aparținător de comuna Firiza (în maghiară Felsőfernezely). Un extras al Mersului Trenurilor din 1948 arată că în acel an circulau trei perechi de trenuri de pasageri, în direcția Ferneziu (Firiza). Acestea aveau plecările fixate la ore utile în special navetiștilor care lucrau în Baia Mare. Transportul călătorilor, era asigurat, în regim de transbordare. Cei care doreau să ajungă în Firiza din Baia Mare luau pentru început trenul de Baia Sprie până în stația Baia Mare Fabrică. Dacă pentru cursa de ora 4:00 și cea de ora 14:00 existau solicitări suficiente, în momentul în care trenul se întorcea din Baia Sprie, atunci se forma, cu aviz special, garnitura care circula până la Firiza. De aici, după 10 minute (timp suficient ca locomotiva să rebruseze), trenul pornea spre Baia Mare. Dacă nu existau solicitări trenul staționa în stația Baia Mare Fabrică și se forma aici noul tren ce ar fi trebuit să vină din Firiza. Singurul tren direct era cel de seară, care circula zilnic. Acesta pornea din gara Baia Mare la ora 19:00 și mergea direct la Baia Sprie, unde ajungea la ora 19:29. La ora 19:39 pornea spre stația Baia Mare Fabrică, unde ajungea la ora 19:54. De aici pleca la ora 20:04 și ajungea în Firiza la ora 20:13. La ora 20:25 pleca din Firiza cu sosire în gara Baia Mare la ora 20:48. O singură garnitură de tren parcurgea traseul Baia Mare – Baia Sprie – Baia Mare Fabrică – Firiza – Baia Mare de trei ori pe zi.
| 0BAIA MARE – FIRIZA – BAIA MARE | 0BAIA MARE – FIRIZA – BAIA MARE | 0BAIA MARE – FIRIZA – BAIA MARE | 0BAIA MARE – FIRIZA – BAIA MARE | 0BAIA MARE – FIRIZA – BAIA MARE | 0BAIA MARE – FIRIZA – BAIA MARE | 0BAIA MARE – FIRIZA – BAIA MARE | 0BAIA MARE – FIRIZA – BAIA MARE | 0BAIA MARE – FIRIZA – BAIA MARE | 0BAIA MARE – FIRIZA – BAIA MARE | 0BAIA MARE – FIRIZA – BAIA MARE | 0BAIA MARE – FIRIZA – BAIA MARE | 0BAIA MARE – FIRIZA – BAIA MARE | 0BAIA MARE – FIRIZA – BAIA MARE | 0BAIA MARE – FIRIZA – BAIA MARE | 0BAIA MARE – FIRIZA – BAIA MARE | 0BAIA MARE – FIRIZA – BAIA MARE | 0BAIA MARE – FIRIZA – BAIA MARE | 0BAIA MARE – FIRIZA – BAIA MARE | 0BAIA MARE – FIRIZA – BAIA MARE |
| 088                             | 088                             | 088                             | 088                             | 088                             | 088                             | 088                             | 088                             | 088                             | 088                             | 088                             | 088                             | 088                             | 088                             | 088                             | 088                             | 088                             | 088                             | 088                             | 088                             |
| Orar                            | Orar                            | Orar                            | Orar                            | Orar                            | Orar                            | Orar                            | Orar                            | Km                              | Gări                            | Km                              | Orar                            | Orar                            | Orar                            | Orar                            | Orar                            | Orar                            | Orar                            | Orar                            |                                 |
| ------------------------------- | ------------------------------- | ------------------------------- | ------------------------------- | ------------------------------- | ------------------------------- | ------------------------------- | ------------------------------- | ------------------------------- | ------------------------------- | ------------------------------- | ------------------------------- | ------------------------------- | ------------------------------- | ------------------------------- | ------------------------------- | ------------------------------- | ------------------------------- | ------------------------------- | ------------------------------- |
| ↓                               | 4:00                            | 0–0                             | 14:00                           | 0–0                             | 19:00                           | 0–0                             | ↓                               | 0                               | 0Baia Mare0                     | 7                               | ↑                               | 5:42                            | 0–0                             | 15:28                           | 0–0                             | 20:48                           | 0–0                             | ↑                               |                                 |
| ↓                               | 4:05                            | 0–0                             | 14:05                           | 0–0                             | 19:05                           | 0–0                             | ↓                               | 1                               | 0Baia Mare haltă0               | 6                               | ↑                               | 5:38                            | 0–0                             | 15:24                           | 0–0                             | 20:44                           | 0–0                             | ↑                               |                                 |
| ↓                               | 4:12                            | ✳ 5:04                          | 14:10                           | ✳ 14:54                         | 19:12                           | 20:04                           | ↓                               | 2                               | 0Baia Mare Fabrică0             | 5                               | ↑                               | 5:33                            | 0–0                             | 15:19                           | 0–0                             | 20:39                           | 0–0                             | ↑                               |                                 |
| ↓                               | 0–0                             | 5:13                            | 0–0                             | 15:03                           | 0–0                             | 20:13                           | ↓                               | 7                               | 0Firiza0                        | 0                               | ↑                               | ✳✳ 5:23                         | 0–0                             | ✳✳ 15:10                        | 0–0                             | 20:25                           | 0–0                             | ↑                               |                                 |

✳ Circulau cu aviz special.
✳✳ Între Firiza – Baia Mare Fabrică nu circulau.
La începutul anilor '60 stația Baia Mare Fabrică a fost redenumită Baia Mare Est iar stația Ferneziu (Firiza) a devenit Baia Mare Nord.
Cum transportul în comun era la început iar mijloacele de transport circulau rar (EGC Baia Mare deținea 2 autobuze în 1953, 3 în 1955, 8 în 1958 și 48 în 1964), legăturile către aceste localități se făceau prin intermediul trenului. Din Baia Mare liniile se îndreptau spre patru direcții: de la stația Baia Mare spre Jibou și spre Satu Mare, iar de la stația Baia Mare Est spre Baia Mare Nord (Ferneziu) și spre Baia Sprie. Zilnic gara era tranzitată de cel puțin șapte perechi de trenuri personale la care se adăugau multe marfare care transportau printre altele minereu, piatră spartă, lemne. În curând gara nu mai făcea față traficului de călători și de marfă. La aceasta s-a adaugat sistematizarea orașului, mai ales in zonele de sud și vest, care a impus mutarea vechii gări din interiorul orașului, pe un nou amplasament, cu acces liber din ambele direcții: Satu Mare și Jibou. S-a hotărât atunci ca gara să fie mutată la vest de oraș, într-un loc unde era o pășune. În anii '60 orașul se întindea până în zona de astăzi a fostei tipografii și a magazinului „Profi”, unde se termina cartierul CFR, de acolo era un câmp până în localitatea Mocira. Prin sistematizarea ei, linia ferată Jibou – Baia Mare cu extinderile făcute ulterior spre zonele industriale, care traversa orașul de la vest spre est, a fost dezafectată, pe această porțiune. Vechea gară a fost demolată, cu excepția turnului de apă, iar pe amplasamentul ei și a liniei au fost construite blocuri. Cu aproximativ 3 km înainte de a pătrunde în oraș, o variantă nouă a liniei îl ocolește prin sud, pentru a reintra în vechiul traseu în zona industrială de est a orașului. Pe această variantă nouă a liniei, la kilometrul 1+900 în partea de sud-vest a orașului, a fost amplasată noua gară Baia Mare. De asemenea, în acea zonă s-a păstrat varianta de ocolire, o linie de 792 m lungime, în curbă, construită în perioada interbelică, denumită „Delta Săsar” pentru devierea circulației trenurilor de marfă de pe linia Satu Mare – Baia Mare direct pe linia Baia Mare – Jibou și invers, fără a mai fi necesară intrarea trenurilor de marfă în stația Baia Mare pentru rebrusment (inversarea locomotivelor de la un capăt al trenului la celălalt).
| Gara veche Baia MareBaia Mare haltăBaia Mare FabricăFerneziu Amplasamentul aproximativ al vechilor stații din Baia Mare și a căii ferate | Tăuții de SusBaia Sprie Amplasamentul aproximativ al vechilor stații din Tăuții de Sus și Baia Sprie și a căii ferate | Vechea cale ferată Baia Mare-Baia Sprie era situată între 219 și 338 metri altitudine | Vechea cale ferată Baia Mare-Ferneziu era situată între 219 și 275 metri altitudine |

## Gara
În 1965 au început lucrările de construire a unei noi gări în Baia Mare. „Amplasamentul a fost ales în ideea ca noua stație să constituie fundalul noii artere rutiere de penetrație în oraș. Prin rolul ei de element urbanistic dominant, clădirea a căpătat o tratare plastică deosebită, prezentând în plan o ușoară linie concavă, care dă o impresie de agreabil și primitor”.
Construcția noii clădiri de călători a Gării Baia Mare s-a realizat după proiectul arhitectului Valeriu Chiricuță și a inginerului Virgil Fierbințeanu de la Institutul de Proiectări Căi Ferate București (I.P.C.F. București). Execuția s-a făcut de către Întreprinderea de Construcții Căi Ferate Cluj (I.C.C.F. Cluj), șeful șantierului fiind inginerul Ladislau Licker, ajutat de șeful de lot Mircea Olteanu. Cu această ocazie a avut loc și sistematizarea întregului complex feroviar. Noua gară a fost finalizată în 1968, iar darea în exploatare s-a făcut pe data de 29 octombrie. Cu puțin timp înainte de darea în exploatare, pe 28 septembrie 1968, la ora 9:40, a sosit pentru ultima oară trenul în vechea gară CFR, un accelerat care circula pe ruta București – Baia Mare. După sosirea trenului s-a realizat legătura cu noua gară și după amiază, la ora 16:50, a plecat primul tren din noua gară CFR: trenul cu nr. 4096, un personal care circula pe ruta Baia Mare – Dej. La 31 ianuarie 1969, la ora 10:00, a fost dat în folosință noul complex CFR din Baia Mare. Inaugurarea a fost deschisă de Ioan Vijdeluc, președintele Comitetului Executiv al Consiliului Popular Baia Mare și prim-secretar al Comitetului Municipal Baia Mare al P.C.R., care a fost urmat de Iancu Constantin, adjunctul ministrului transporturilor. Au mai luat cuvântul Iosif Damian, șeful complexului CFR, și prim-secretarul Comitetului Județean Maramureș de partid, Gheorghe Blaj.
Noua clădire, de 72 m lungime și 36 m lățime cu acces în holul principal de la nivelul pieței, avea la parter: casele de bilete, ghișeele pentru ziare, PTTR, OJT, CEC, depozitul pentru bagaje de mână, biroul de informații, o frizerie și scări la nivelul liniilor ferate. Șinele de cale ferată sunt situate pe un terasement la 3 m deasupra nivelului străzii. Tot de la parter se realizează accesul la tunelul pentru călători, amplasat asimetric față de clădirea de călători, pentru ca fluxul puternic de călători de la aceea vreme de la trenurile de la linia 1 să nu se intersecteze cu cel de la celelalte linii. La nivelul superior, pe galeria ce înconjoară holul, erau sălile de așteptare, o încăpere „Mama și copilul” și un bufet. Structura de rezistență este alcătuită din cadre cu rigle curbe, iar acoperișul dintr-o placă curbă cu o grosime de 7 cm, ce se reazemă pe trei grinzi longitudinale. Natura terenului a permis executarea unor fundații simple. Marchiza de la scările de acces a tunelului are o placă continuă, din beton-armat, de 6,80 m lățime, cu console și trei deschideri de câte 7 m fiecare, rezemată pe stâlpi metalici alcătuiți din țevi de oțel. Clădirea are o structură din cadre de beton organizată de-a lungul a trei axe longitudinale și concentrice. De-a lungul axei mediane, stâlpi de beton de 50x90 cm configurează 11 travee de 5 m. Axele transversale sunt trasate radial, generând o formă trapezoidală pentru fiecare travee, astfel încât traveele dinspre oraș descresc până la 4,5 m, în timp ce traveele dinspre calea ferată cresc până la 5,5 m. Stâlpii axelor longitudinale au 50x75 m. La fiecare extremitate a axei longitudinale există câte o travee de capăt. Secțiunea transversală constă în două travee principale fiecare dintre ele fiind divizată în două travee secundare. Trei grinzi longitudinale susțin un acoperiș curbat din beton armat, cu ajutorul unor grinzi transversale în formă de aripă împărțind fiecare travee longitudinală în trei deschideri egale. Grinzile transversale au secțiuni rectangulare ce descresc de la 1,2 m până la 0,6 m pe axa centrală longitudinală. Cele două colțuri ale clădirii dinspre stradă sunt teșite prin intermediul unor pile de beton ușor curbate. Holul de recepție ocupă cea mai mare parte dinspre oraș, pe întreaga înălțime de 11 m până la acoperiș și este înconjurat la nivelul inferior de casele de bilete și încăperi ce găzduiesc diverse servicii pentru public. La extremitatea sudică holul duce spre pasajul subteran de acces la al doilea peron și la parcare. Două scări deschise conduc la nivelul superior, ce se deschide înspre nivelul intrării printr-un mezanin curbat, înconjurând holul de recepție. La sud, galeria mezaninului oferă acces la sala de așteptare pentru clasa a I-a și sala de așteptare pentru clasa a II-a. O scară exterioară în formă de aripă face legătura cu pasajul subteran. Spațiile interioare prezintă combinații de suprafețe tencuite și placate cu ceramică sub forma unor plăcuțe cu dimensiunile 2x2 cm. Dale de mozaic lustruit de 30x30 cm prefabricate cu ciment colorat cu ocru, roșu-brun, gri, negru, cu modele de diferite forme și culori acoperă podeaua. Galeria mezaninului și încăperile dinspre șine prezintă pereți din cărămidă de sticlă verde, în zigzag. De-a lungul axei longitudinale și înspre holul de recepție pentru a ascunde instalațiile de iluminat sunt plasate scafe duble de placaj pe flanșa inferioară a grinzii. Tavanul fals al nivelului inferior conține nișe rectangulare pentru tuburi de iluminat. Pentru finisarea exterioară a parapetelor ferestrelor, a treptelor de ieșire spre peron și a turnului dinspre oraș a fost folosit travertinul. Turnul prezintă o bandă verticală îmbrăcată în plăci mici ceramice de culoare roșie, albă și neagră, stilizând motive folclorice. Pentru finisarea exterioară a pilonilor, grinzilor și a consolelor acoperișului a fost folosit terrasitul. Colțurile clădirii împreună cu o parte a fațadelor dinspre calea ferată și de pe lateral sunt îmbrăcate în plăci de ceramică verde închis în formă de piramidă plată de 5x10 cm.

Vedere dinspre est a Gării Baia Mare.
Vedere dinspre sud-est a Gării Baia Mare.
Vedere dinspre nord-est a Gării Baia Mare.
Vedere dinspre sud-vest a Gării Baia Mare.
Vedere dinspre nord-vest a Gării Baia Mare.
Secțiune transversală vedere dinspre sud a Gării Baia Mare.
Secțiune transversală vedere dinspre nord a Gării Baia Mare.
Planul parterului Gării Baia Mare.
Planul mezaninului Gării Baia Mare.

O primă tentativă de modernizare a gării a avut loc în 2009 cu fonduri provenite de la bugetul de stat și de la Fondul European pentru Dezvoltare Regională. Într-un raport din 2017 al Consiliul Național de Supraveghere din Domeniul Feroviar s-a constatat că gara „se afla într-o stare de degradare avansată, singurele părți modernizate cât de cât fiind casele de bilete” iar „peroanele sunt vechi, crăpate, cu smocuri de iarbă, iar urcatul în tren este greoi mai ales pentru copii, femei și bătrâni (distanța de la peron la prima treaptă a scării vagonului e mare)”. În acel moment gara avea un flux de 400 de călători/zi. Unele lucrări de modernizare s-au efectuat în vara lui 2017 fiind reabilitată rampa destinată persoanelor cu dizabilități, s-a montat mobilier urban nou iar la linia 1 s-a refăcut peronul și iluminarea. În 2019 au fost începute procedurile pentru modernizarea a 47 de stații de cale ferată printre care și cea din Baia Mare, dar după ce s-a efectuat studiul de fezabilitate, lucrările nu au fost demarate. Pe 14 octombrie 2022, Comisariatul Județean pentru Protecția Consumatorilor Maramureș în urma unui control la punctul de lucru stația CFR Baia Mare din Sucursala Căi Ferate Cluj a CN CFR SA a constatat „lipsa geamurilor de la ferestrele sălii de așteptare, respectiv existența tavanului deteriorat cu urme de infiltrații, pete de mucegai și igrasie” și a aplicat o amendă contravențională de 10 000 lei. Comisariatul Județean pentru Protecția Consumatorilor Maramureș a repetat acțiunea de control pe 22 februarie 2024 și a găsit condiții igienico-sanitare precare, căi de acces deteriorate și peroane degradate drept pentru care a dispus oprirea temporară a prestării serviciilor, vinderea biletelor, în zonele care prezintă risc pentru consumatori și angajați și s-au aplicat două amenzi contravenționale în valoare de 30 000 lei. Deși, din dispoziția Comisariatul Județean pentru Protecția Consumatorilor Maramureș, activitatea a fost oprită temporar, clădirea închisă și ușile sigilate, la scurt timp ușile au fost deschise și activitatea reluată, reprezentanții CFR Călători sustinând că clădirea a fost închisă pentru CN CFR SA și nu pentru CFR Călători. Autoritățile pentru protecția consumatorilor au revenit pe 23 februarie 2024 cu noi dispoziții, în clădire rămânând închise zonele care prezentau risc pentru consumatori și angajați și s-au creat culoare pentru accesul la casele de biletelor.

Liniile de cale ferată din Gara Baia Mare

Într-un studiu efectuat în perioada 2019-2020 de către Grupul de cercetare Inventarium din cadrul Facultății de Arhitectură și Urbanism a Universității Tehnice din Cluj-Napoca în colaborare cu Sucursala Căi Ferate Cluj a CN CFR SA s-a constatat „deteriorări materiale, transformări compoziționale reversibile și modificări ireversibile”. Infiltrațiile de apă pluvială din cauza scurgerii defectuoase de pe acoperiș au dus la infiltrații in tavanul sălii de așteptare de la clasa a II-a, desprinderea unor plăci ceramice exterioare și a tencuielii de pe ambele fațade scurte. Deși există o patină cauzată de învechirea generală și unele deteriorări reduse mozaicurile podelei, pereții din cărămidă de sticlă și pereții interiori placați sunt într-o stare destul de bună. „În schimb, dalele care plachează pereții exteriori au început să se desprindă în mai multe locuri, în timp ce tâmplăriile metalice ale ferestrelor și ușilor sunt afectate de rugină.” După 1990 s-a zugrăvit peste tencuiala de terrasit originală colorată în masă iar încercările de a îndepărta acea vopsea ar duce la deteriorarea terrasitului. De asemenea, mobilerul original lipsește în mare parte. Infiltrațiile de apă din sol la nivelul inferior au provocat umiditate excesivă în casele de bilete, ceea ce a dus, după 2000 la decizia de a construi case de bilete noi în spațiul de sub grinzile mezaninului, în fața caselor de bilete originale. Vestibulul de la intrare a fost desființat și înlocuit, precum și alte uși, cu uși albe de PVC. Înspre parcare au fost adăugați pereți de PVC pentru a crea spațiu pentru un bufet. La mezanin au fost introduse chioșcuri care blochează „ușile uneia dintre cele două travee ce legau holul mezaninului de peroane”. „De asemenea, semnul actual cu denumirea orașului și alte obiecte de signalectică recente nu se potrivesc cu expresia arhitecturală originală. Ceasul în consolă dinspre peron este singurul care mai amintește de sistemul de semnalizare original”. În fostul bistro de la mezanin a fost înălțată o structură de lemn ce susține un tavan fals la înălțimea ușii, în timp ce tâmplăriile metalice originale ale ferestrelor au fost înlocuite cu unele din lemn. „Prin proporții și materialitate, elementele adăugate scad din coerența clădirii, oferind spațiu pentru noile funcții improvizate în timp ce multe spații originale sunt nefolosite și se deteriorează”.
Stația Baia Mare este amplasată pe secția interoperabilă Deda – Dej Triaj – Jibou – Baia Mare – Satu Mare, la kilometrul 59+393 față de stația Satu Mare, respectiv la kilometrul 180+730 față de stația Apahida. Stația este dotată cu instalație de centralizare electrodinamică CED tip CR6. În capătul X al stației există trei treceri la nivel cu calea ferată dotate cu instalație automată de semnalizare rutieră fără semibariere tip SAT, la kilometrul 177+857, kilometrul 0+500 și kilometrul 56+550.
Stația Baia Mare are 13 linii, dintre care trei sunt folosite pentru trenurile cu pasageri (Liniile 1, 2 și 3), o linie este folosită pentru trenurile de pasageri cât și pentru trenurile de marfă (Linia 4), cinci linii sunt folosite pentru trenurile de marfă (Liniile 5, 6, 7, 11 și 12), două linii sunt folosite pentru încărcare și descărcare mărfuri din mijloace de transport auto (Liniile 14 și 21) iar două linii sunt folosite pentru manevre (Liniile 19 și 20). Cea mai scurtă linie are o lungime de 119 m iar cea mai lungă are 794 m.

## Legături
Calea ferată asigură legătura municipiului Baia Mare pe magistrala 400 spre Dej și Satu Mare pentru transportul feroviar de călători și marfă.
Din gara Baia Mare se poate călătorii spre diverse destinații:
| \| Ora plecării \| Tipul și nr. trenului \| În direcția \| Ora sosirii \| Durată \| Distanța \| Caracteristici tren \| Stații \| Operator \| Observații \| \| ------------ \| --------------------------------------------- \| ------------------------------------ \| ----------------- \| ---------------------------------- \| ---------------- \| ------------------- \| ----------------------------------------------------------------------------------------------------------------------------------------------------------------------------------------------------------------------------------------------------------------------------------------------------------------------------------------------------------------------------------------------------------------------------------------------------------------------------------------------------------------------------------------------- \| -------------------------- \| ------------------------------------------------------------------------------------------------------------------------------------------------------------------------------------------------------------------------------------------------------------------------------------------------------------------------------------------------------------------------------------------------------------------------------------------------------------------------------------------------------------------------------------------------------------------------ \| \| 00:35 \| IR1530 \| Timișoara Nord \| 8:00 \| 7h și 25min \| 371km \| \| Baia Mare - Seini - Satu Mare - Carei - Valea lui Mihai - Săcuieni Bihor - Oradea - Salonta - Ciumeghiu - Chișineu Criș - Nădab - Șimand - Sântana - Arad - Aradu Nou - Timișoara Nord \| CFR Călători \| Circulă doar în zilele de sâmbătă, duminică și luni. \| \| 5:40 \| R-E4006/ IR1734 \| Cluj-Napoca/ București Nord \| 9:50/20:06 \| 4h și 10min/ 14h și 26min \| 193km/690km \| \| Baia Mare - Satulung pe Someș - Ulmeni Sălaj - Someș Odorhei - Jibou - Surduc Sălaj - Cășeiu - Dej Călători - Gherla - Iclod - Bonțida - Jucu - Apahida - Cluj-Napoca /- Câmpia Turzii - Războieni - Aiud - Teiuș - Blaj - Copșa Mică - Mediaș - Dumbrăveni - Sighișoara - Rupea - Racoș - Augustin - Brașov - Predeal - Azuga - Bușteni - Sinaia - Comarnic - Câmpina - Ploiești Vest - București Nord \| CFR Călători \| În stația Cluj Napoca, trenul trimite vagoane către București Nord, de unde va circula cu denumirea de IR1734. \| \| 5:46 \| R10674 \| Satu Mare \| 7:24 \| 1h și 38min \| 60km \| \| Baia Mare - Bușag - Cicârlău - Ilba - Săbișa - Seini - Apa - Medieșu Aurit - Odoreu - Botiz - Satu Mare \| InterRegional Călători \| \| \| 7:20 \| R4020 \| Cluj-Napoca \| 11:29 \| 4h și 9min \| 58km \| \| Baia Mare - Satulung pe Someș - Fersig - Mireșu Mare - Ulmeni Sălaj - Țicău - Benesat - Aluniș Sălaj - Inău - Someș Odorhei - Jibou - Surduc Sălaj - Ciocmani - Băbuțeni - Letca - Ileanda - Gâlgău - Cășeiu - Dej Călători - Gherla - Cluj-Napoca \| CFR Călători \| \| \| 8:00 \| IR687 (IR687EC) „Someș”/ EC146 „Transilvania” \| Valea lui Mihai/ Püspökladány/ Viena \| 10:23/12:02/17:20 \| 2h și 23min/4h și 2min/9h și 20min \| 127km/83km/433km \| \| Baia Mare - Seini - Apa - Medieșu Aurit - Satu Mare - Carei - Valea lui Mihai /- Nyírábrány - Vámospércs - Haláp - Nagycsere - Debrecen-Kondoros - Debrecen-Szabadságtelep - Debrecen - Hajdúszoboszló - Püspökladány /- Karcag - Kisújszállás - Törökszentmiklós - Szolnok - Keleti-Budapesta - Kelenföld-Budapesta - Tatabánya - Győr - Mosonmagyaróvár - Hegyeshalom - Viena \| CFR Călători MÁV START ÖBB \| În stația Püspökladány, trenul trimite vagoane către Hauptbahnhof Viena, de unde va circula cu denumirea de EC146 „Transilvania”. \| \| 9:10 \| R10684 \| Jibou \| 10:21 \| 1h și 11min \| 58km \| \| Baia Mare - Satulung pe Someș - Fersig - Mireșu Mare - Ulmeni Sălaj - Țicău - Benesat - Aluniș Sălaj - Inău - Someș Odorhei - Jibou \| InterRegional Călători \| \| \| 9:23 \| R8810/ IRN1942 \| Satu Mare \| 10:39 \| 1h și 16min \| 60km \| \| Mangalia – Neptun hc – Costinești Tabără – Costinești – Tuzla – Eforie Sud – Eforie Nord – Agigea Ecluză – Constanța – Medgidia – Cernavodă Pod – Fetești – Ciulnița – București Băneasa - Ploiești Vest - Câmpina - Sinaia - Bușteni - Predeal - Brașov - Sfântu Gheorghe - Băile Tușnad - Miercurea Ciuc - Siculeni - Izvoru Oltului - Izvoru Mureșului - Gheorgheni - Toplița - Deda - Sărățel - Beclean pe Someș - Dej Călători - Gâlgău - Ileanda - Letca - Jibou - Benesat - Ulmeni Sălaj - Baia Mare - Seini - Medieșu Aurit - Satu Mare \| CFR Călători \| În stația Deda, trenul trimite vagoane către Târgu Mureș, de unde va circula cu denumirea de R-E4013. În stația Dej Călători, trenul trimite vagoane către Cluj Napoca, de unde va circula cu denumirea de R4303. În stația Constanța trenul își schimbă denumirea în IRN1942. În stația Baia Mare trenul își schimbă denumirea în IRN001641. Circulă doar în perioada estivală. \| \| 9:23 \| IRN1641/ IRN001641 \| Satu Mare \| 10:39 \| 1h și 16min \| 60km \| \| București Nord - Ploiești Vest - Florești Prahova - Câmpina - Sinaia - Bușteni - Azuga - Predeal - Brașov - Sfântu Gheorghe - Băile Tușnad - Miercurea Ciuc - Siculeni - Izvoru Oltului - Izvoru Mureșului - Gheorgheni - Toplița - Deda - Sărățel - Beclean pe Someș - Dej Călători - Jibou - Ulmeni Sălaj - Baia Mare - Seini - Medieșu Aurit - Satu Mare \| CFR Călători \| În stația Sărățel, trenul trimite vagoane către Bistrița Nord, de unde va circula cu denumirea de R-E4008. În stația Beclean pe Someș, trenul trimite vagoane către Sighetu Marmației, de unde va circula cu denumirea de R4112. Secțiunea de infrastructură Cluj Napoca – Oradea – Episcopia Bihor a fost declarată ca fiind infrastructură cu capacitate saturată din cauza efectuării lucrărilor de electrificare și reabilitare. Traseul trenului IRN1641 a fost prelungit până la Satu Mare. În stația Baia Mare trenul IRN1942 își schimbă denumirea în IRN001641. \| \| 12:34 \| R4314 \| Satu Mare \| 14:09 \| 1h și 35min \| 60km \| \| Baia Mare - Bușag - Cicârlău - Ilba - Săbișa - Seini - Apa - Medieșu Aurit - Odoreu - Botiz - Satu Mare \| CFR Călători \| \| \| 13:08 \| R10686 \| Jibou \| 14:18 \| 1h și 10min \| 58km \| \| Baia Mare - Satulung pe Someș - Fersig - Mireșu Mare - Ulmeni Sălaj - Țicău - Benesat - Aluniș Sălaj - Inău - Someș Odorhei - Jibou \| InterRegional Călători \| \| \| 13:20 \| R4092 \| Jibou \| 14:35 \| 1h și 15min \| 58km \| \| Baia Mare - Satulung pe Someș - Fersig - Mireșu Mare - Ulmeni Sălaj - Țicău - Benesat - Aluniș Sălaj - Inău - Someș Odorhei - Jibou \| CFR Călători \| \| \| 14:20 \| R10688 \| Jibou \| 15:30 \| 1h și 10min \| 58km \| \| Baia Mare - Satulung pe Someș - Fersig - Mireșu Mare - Ulmeni Sălaj - Țicău - Benesat - Aluniș Sălaj - Inău - Someș Odorhei - Jibou \| InterRegional Călători \| \| \| 14:35 \| R4044 \| Jibou \| 15:46 \| 1h și 11min \| 58km \| \| Baia Mare - Satulung pe Someș - Fersig - Mireșu Mare - Ulmeni Sălaj - Țicău - Benesat - Aluniș Sălaj - Inău - Someș Odorhei - Jibou \| CFR Călători \| \| \| 14:55 \| R10676 \| Satu Mare \| 16:45 \| 1h și 50min \| 60km \| \| Baia Mare - Bușag - Cicârlău - Ilba - Săbișa - Seini - Apa - Medieșu Aurit - Odoreu - Botiz - Satu Mare \| InterRegional Călători \| \| \| 15:01 \| IRN1941/ R8807 \| Mangalia \| 8:30 \| 17h și 29min \| 884km \| \| Satu Mare - Medieșu Aurit - Seini - Baia Mare - Ulmeni Sălaj - Benesat - Jibou - Ileanda - Gâlgău - Dej Călători - Beclean pe Someș - Sărățel - Deda - Toplița - Gheorgheni - Izvoru Mureșului - Siculeni - Miercurea Ciuc - Băile Tușnad - Sfântu Gheorghe - Brașov - Predeal - Azuga - Bușteni - Sinaia - Câmpina - Ploiești Vest - București Băneasa - Fetești - Cernavodă Pod - Medgidia – Constanța – Agigea Ecluză - Eforie Nord - Eforie Sud - Tuzla - Costinești - Costinești Tabără – Neptun hc - Mangalia \| CFR Călători \| În stația Dej Călători, trenul primește vagoane de la Cluj Napoca, de unde a circulat cu denumirea de R4306. În stația Deda, trenul primește vagoane de la Târgu Mureș, de unde a circulat cu denumirea de R-E4014. În stația Constanța trenul își schimbă denumirea în R8807. Circulă doar în perioada estivală. \| \| 15:25 \| R4096 \| Cluj-Napoca \| 20:00 \| 4h și 35min \| 193km \| \| Baia Mare - Satulung pe Someș - Fersig - Mireșu Mare - Ulmeni Sălaj - Țicău - Benesat - Aluniș Sălaj - Inău - Someș Odorhei - Jibou - Var - Surduc Sălaj - Ciocmani - Băbuțeni - Cuciulat - Letca - Răstoci - Bizușa - Ileanda - Rus - Glodu Someșului - Gâlgău h - Gâlgău - Căpâlna pe Someș - Câțcău - Coplean - Cășeiu - CCH Dej h - Dej Călători - Nima - Gherla - Livada Someș - Iclod - Fundătura - Bonțida - Răscruci - Jucu - Apahida h - Apahida - Dezmir - Cluj-Napoca Est - Clujana - Cluj-Napoca \| CFR Călători \| \| \| 15:41 \| R4316 \| Satu Mare \| 17:25 \| 1h și 44min \| 60km \| \| Baia Mare - Bușag - Cicârlău - Ilba - Săbișa - Seini - Apa - Medieșu Aurit - Odoreu - Botiz - Satu Mare \| CFR Călători \| \| \| 15:45 \| R10690 \| Jibou \| 17:05 \| 1h și 20min \| 58km \| \| Baia Mare - Satulung pe Someș - Fersig - Mireșu Mare - Ulmeni Sălaj - Țicău - Benesat - Aluniș Sălaj - Inău - Someș Odorhei - Jibou \| InterRegional Călători \| \| \| 16:35 \| R4046 \| Jibou \| 17:58 \| 1h și 23min \| 58km \| \| Baia Mare - Satulung pe Someș - Fersig - Mireșu Mare - Ulmeni Sălaj - Țicău - Benesat - Aluniș Sălaj - Inău - Someș Odorhei - Jibou \| CFR Călători \| \| \| 17:50 \| IRN1642 \| București Nord \| 6:20 \| 12h și 30min \| 624km \| \| Satu Mare - Medieșu Aurit - Seini - Baia Mare - Ulmeni Sălaj - Jibou - Dej Călători - Beclean pe Someș - Sărățel - Deda - Toplița - Gheorgheni - Izvoru Mureșului - Izvoru Oltului - Siculeni - Miercurea Ciuc - Băile Tușnad - Sfântu Gheorghe - Brașov - Predeal - Azuga - Bușteni - Sinaia - Câmpina - Florești Prahova - Ploiești Vest - București Nord \| CFR Călători \| În stația Beclean pe Someș, trenul primește vagoane de la Sighetu Marmației, de unde a circulat cu denumirea de R4116. În stația Sărățel, trenul primește vagoane de la Bistrița Nord, de unde a circulat cu denumirea de R-E4007. Secțiunea de infrastructură Cluj Napoca – Oradea – Episcopia Bihor a fost declarată ca fiind infrastructură cu capacitate saturată din cauza efectuării lucrărilor de electrificare și reabilitare. Traseul trenului IRN1642 a fost prelungit până la Satu Mare. \| \| 18:39 \| R10692 \| Jibou \| 19:59 \| 1h și 20min \| 58km \| \| Baia Mare - Satulung pe Someș - Fersig - Mireșu Mare - Ulmeni Sălaj - Țicău - Benesat - Aluniș Sălaj - Inău - Someș Odorhei - Jibou \| InterRegional Călători \| \| \| 19:45 \| R4048 \| Jibou \| 21:00 \| 1h și 15min \| 58km \| \| Baia Mare - Satulung pe Someș - Fersig - Mireșu Mare - Ulmeni Sălaj - Țicău - Benesat - Aluniș Sălaj - Inău - Someș Odorhei - Jibou \| CFR Călători \| \| \| 20:35 \| R4324 \| Satu Mare \| 22:19 \| 1h și 54min \| 60km \| \| Baia Mare - Bușag - Cicârlău - Ilba - Săbișa - Seini - Apa - Medieșu Aurit - Odoreu - Botiz - Satu Mare \| CFR Călători \| \| \| 22:45 \| R4050 \| Jibou \| 23:55 \| 1h și 10min \| 58km \| \| Baia Mare - Satulung pe Someș - Fersig - Mireșu Mare - Ulmeni Sălaj - Țicău - Benesat - Aluniș Sălaj - Inău - Someș Odorhei - Jibou \| CFR Călători \| \| IR - InterRegio; IRN - InterRegioNight; R - Regio; R-E - Regio-Expres; EC - EuroCity; - Clasa întâi; - Clasa a doua; - Vagon de dormit; - Vagon cușetă; - Rezervare loc; - Transport biciclete |                                               |                                      |                   |                                    |                  |                                                                                     | |                            | |
| Ora plecării | Tipul și nr. trenului                         | În direcția                          | Ora sosirii       | Durată                             | Distanța         | Caracteristici tren                                                                 | Stații | Operator                   | Observații |
| 00:35 | IR1530                                        | Timișoara Nord                       | 8:00              | 7h și 25min                        | 371km            | Clasa întâi · Clasa a doua · Rezervare loc                                          | Baia Mare - Seini - Satu Mare - Carei - Valea lui Mihai - Săcuieni Bihor - Oradea - Salonta - Ciumeghiu - Chișineu Criș - Nădab - Șimand - Sântana - Arad - Aradu Nou - Timișoara Nord | CFR Călători               | Circulă doar în zilele de sâmbătă, duminică și luni. |
| 5:40 | R-E4006/ IR1734                               | Cluj-Napoca/ București Nord          | 9:50/20:06        | 4h și 10min/ 14h și 26min          | 193km/690km      | Clasa întâi · Clasa a doua · Rezervare loc                                          | Baia Mare - Satulung pe Someș - Ulmeni Sălaj - Someș Odorhei - Jibou - Surduc Sălaj - Cășeiu - Dej Călători - Gherla - Iclod - Bonțida - Jucu - Apahida - Cluj-Napoca /- Câmpia Turzii - Războieni - Aiud - Teiuș - Blaj - Copșa Mică - Mediaș - Dumbrăveni - Sighișoara - Rupea - Racoș - Augustin - Brașov - Predeal - Azuga - Bușteni - Sinaia - Comarnic - Câmpina - Ploiești Vest - București Nord | CFR Călători               | În stația Cluj Napoca, trenul trimite vagoane către București Nord, de unde va circula cu denumirea de IR1734. |
| 5:46 | R10674                                        | Satu Mare                            | 7:24              | 1h și 38min                        | 60km             | Clasa întâi · Clasa a doua · Transport biciclete                                    | Baia Mare - Bușag - Cicârlău - Ilba - Săbișa - Seini - Apa - Medieșu Aurit - Odoreu - Botiz - Satu Mare | InterRegional Călători     | |
| 7:20 | R4020                                         | Cluj-Napoca                          | 11:29             | 4h și 9min                         | 58km             | Clasa a doua                                                                        | Baia Mare - Satulung pe Someș - Fersig - Mireșu Mare - Ulmeni Sălaj - Țicău - Benesat - Aluniș Sălaj - Inău - Someș Odorhei - Jibou - Surduc Sălaj - Ciocmani - Băbuțeni - Letca - Ileanda - Gâlgău - Cășeiu - Dej Călători - Gherla - Cluj-Napoca | CFR Călători               | |
| 8:00 | IR687 (IR687EC) „Someș”/ EC146 „Transilvania” | Valea lui Mihai/ Püspökladány/ Viena | 10:23/12:02/17:20 | 2h și 23min/4h și 2min/9h și 20min | 127km/83km/433km | Clasa a doua · Rezervare loc                                                        | Baia Mare - Seini - Apa - Medieșu Aurit - Satu Mare - Carei - Valea lui Mihai /- Nyírábrány - Vámospércs - Haláp - Nagycsere - Debrecen-Kondoros - Debrecen-Szabadságtelep - Debrecen - Hajdúszoboszló - Püspökladány /- Karcag - Kisújszállás - Törökszentmiklós - Szolnok - Keleti-Budapesta - Kelenföld-Budapesta - Tatabánya - Győr - Mosonmagyaróvár - Hegyeshalom - Viena | CFR Călători MÁV START ÖBB | În stația Püspökladány, trenul trimite vagoane către Hauptbahnhof Viena, de unde va circula cu denumirea de EC146 „Transilvania”. |
| 9:10 | R10684                                        | Jibou                                | 10:21             | 1h și 11min                        | 58km             | Clasa întâi · Clasa a doua · Transport biciclete                                    | Baia Mare - Satulung pe Someș - Fersig - Mireșu Mare - Ulmeni Sălaj - Țicău - Benesat - Aluniș Sălaj - Inău - Someș Odorhei - Jibou | InterRegional Călători     | |
| 9:23 | R8810/ IRN1942                                | Satu Mare                            | 10:39             | 1h și 16min                        | 60km             | Clasa a doua · Vagon de dormit · Vagon cușetă · Rezervare loc                       | Mangalia – Neptun hc – Costinești Tabără – Costinești – Tuzla – Eforie Sud – Eforie Nord – Agigea Ecluză – Constanța – Medgidia – Cernavodă Pod – Fetești – Ciulnița – București Băneasa - Ploiești Vest - Câmpina - Sinaia - Bușteni - Predeal - Brașov - Sfântu Gheorghe - Băile Tușnad - Miercurea Ciuc - Siculeni - Izvoru Oltului - Izvoru Mureșului - Gheorgheni - Toplița - Deda - Sărățel - Beclean pe Someș - Dej Călători - Gâlgău - Ileanda - Letca - Jibou - Benesat - Ulmeni Sălaj - Baia Mare - Seini - Medieșu Aurit - Satu Mare | CFR Călători               | În stația Deda, trenul trimite vagoane către Târgu Mureș, de unde va circula cu denumirea de R-E4013. În stația Dej Călători, trenul trimite vagoane către Cluj Napoca, de unde va circula cu denumirea de R4303. În stația Constanța trenul își schimbă denumirea în IRN1942. În stația Baia Mare trenul își schimbă denumirea în IRN001641. Circulă doar în perioada estivală. |
| 9:23 | IRN1641/ IRN001641                            | Satu Mare                            | 10:39             | 1h și 16min                        | 60km             | Clasa a doua · Vagon de dormit · Vagon cușetă · Transport biciclete · Rezervare loc | București Nord - Ploiești Vest - Florești Prahova - Câmpina - Sinaia - Bușteni - Azuga - Predeal - Brașov - Sfântu Gheorghe - Băile Tușnad - Miercurea Ciuc - Siculeni - Izvoru Oltului - Izvoru Mureșului - Gheorgheni - Toplița - Deda - Sărățel - Beclean pe Someș - Dej Călători - Jibou - Ulmeni Sălaj - Baia Mare - Seini - Medieșu Aurit - Satu Mare | CFR Călători               | În stația Sărățel, trenul trimite vagoane către Bistrița Nord, de unde va circula cu denumirea de R-E4008. În stația Beclean pe Someș, trenul trimite vagoane către Sighetu Marmației, de unde va circula cu denumirea de R4112. Secțiunea de infrastructură Cluj Napoca – Oradea – Episcopia Bihor a fost declarată ca fiind infrastructură cu capacitate saturată din cauza efectuării lucrărilor de electrificare și reabilitare. Traseul trenului IRN1641 a fost prelungit până la Satu Mare. În stația Baia Mare trenul IRN1942 își schimbă denumirea în IRN001641. |
| 12:34 | R4314                                         | Satu Mare                            | 14:09             | 1h și 35min                        | 60km             | Clasa a doua                                                                        | Baia Mare - Bușag - Cicârlău - Ilba - Săbișa - Seini - Apa - Medieșu Aurit - Odoreu - Botiz - Satu Mare | CFR Călători               | |
| 13:08 | R10686                                        | Jibou                                | 14:18             | 1h și 10min                        | 58km             | Clasa întâi · Clasa a doua · Transport biciclete                                    | Baia Mare - Satulung pe Someș - Fersig - Mireșu Mare - Ulmeni Sălaj - Țicău - Benesat - Aluniș Sălaj - Inău - Someș Odorhei - Jibou | InterRegional Călători     | |
| 13:20 | R4092                                         | Jibou                                | 14:35             | 1h și 15min                        | 58km             | Clasa întâi · Clasa a doua                                                          | Baia Mare - Satulung pe Someș - Fersig - Mireșu Mare - Ulmeni Sălaj - Țicău - Benesat - Aluniș Sălaj - Inău - Someș Odorhei - Jibou | CFR Călători               | |
| 14:20 | R10688                                        | Jibou                                | 15:30             | 1h și 10min                        | 58km             | Clasa întâi · Clasa a doua · Transport biciclete                                    | Baia Mare - Satulung pe Someș - Fersig - Mireșu Mare - Ulmeni Sălaj - Țicău - Benesat - Aluniș Sălaj - Inău - Someș Odorhei - Jibou | InterRegional Călători     | |
| 14:35 | R4044                                         | Jibou                                | 15:46             | 1h și 11min                        | 58km             | Clasa a doua                                                                        | Baia Mare - Satulung pe Someș - Fersig - Mireșu Mare - Ulmeni Sălaj - Țicău - Benesat - Aluniș Sălaj - Inău - Someș Odorhei - Jibou | CFR Călători               | |
| 14:55 | R10676                                        | Satu Mare                            | 16:45             | 1h și 50min                        | 60km             | Clasa întâi · Clasa a doua · Transport biciclete                                    | Baia Mare - Bușag - Cicârlău - Ilba - Săbișa - Seini - Apa - Medieșu Aurit - Odoreu - Botiz - Satu Mare | InterRegional Călători     | |
| 15:01 | IRN1941/ R8807                                | Mangalia                             | 8:30              | 17h și 29min                       | 884km            | Clasa a doua · Vagon de dormit · Vagon cușetă · Rezervare loc                       | Satu Mare - Medieșu Aurit - Seini - Baia Mare - Ulmeni Sălaj - Benesat - Jibou - Ileanda - Gâlgău - Dej Călători - Beclean pe Someș - Sărățel - Deda - Toplița - Gheorgheni - Izvoru Mureșului - Siculeni - Miercurea Ciuc - Băile Tușnad - Sfântu Gheorghe - Brașov - Predeal - Azuga - Bușteni - Sinaia - Câmpina - Ploiești Vest - București Băneasa - Fetești - Cernavodă Pod - Medgidia – Constanța – Agigea Ecluză - Eforie Nord - Eforie Sud - Tuzla - Costinești - Costinești Tabără – Neptun hc - Mangalia                             | CFR Călători               | În stația Dej Călători, trenul primește vagoane de la Cluj Napoca, de unde a circulat cu denumirea de R4306. În stația Deda, trenul primește vagoane de la Târgu Mureș, de unde a circulat cu denumirea de R-E4014. În stația Constanța trenul își schimbă denumirea în R8807. Circulă doar în perioada estivală. |
| 15:25 | R4096                                         | Cluj-Napoca                          | 20:00             | 4h și 35min                        | 193km            | Clasa a doua                                                                        | Baia Mare - Satulung pe Someș - Fersig - Mireșu Mare - Ulmeni Sălaj - Țicău - Benesat - Aluniș Sălaj - Inău - Someș Odorhei - Jibou - Var - Surduc Sălaj - Ciocmani - Băbuțeni - Cuciulat - Letca - Răstoci - Bizușa - Ileanda - Rus - Glodu Someșului - Gâlgău h - Gâlgău - Căpâlna pe Someș - Câțcău - Coplean - Cășeiu - CCH Dej h - Dej Călători - Nima - Gherla - Livada Someș - Iclod - Fundătura - Bonțida - Răscruci - Jucu - Apahida h - Apahida - Dezmir - Cluj-Napoca Est - Clujana - Cluj-Napoca                                    | CFR Călători               | |
| 15:41 | R4316                                         | Satu Mare                            | 17:25             | 1h și 44min                        | 60km             | Clasa a doua                                                                        | Baia Mare - Bușag - Cicârlău - Ilba - Săbișa - Seini - Apa - Medieșu Aurit - Odoreu - Botiz - Satu Mare | CFR Călători               | |
| 15:45 | R10690                                        | Jibou                                | 17:05             | 1h și 20min                        | 58km             | Clasa întâi · Clasa a doua · Transport biciclete                                    | Baia Mare - Satulung pe Someș - Fersig - Mireșu Mare - Ulmeni Sălaj - Țicău - Benesat - Aluniș Sălaj - Inău - Someș Odorhei - Jibou | InterRegional Călători     | |
| 16:35 | R4046                                         | Jibou                                | 17:58             | 1h și 23min                        | 58km             | Clasa a doua                                                                        | Baia Mare - Satulung pe Someș - Fersig - Mireșu Mare - Ulmeni Sălaj - Țicău - Benesat - Aluniș Sălaj - Inău - Someș Odorhei - Jibou | CFR Călători               | |
| 17:50 | IRN1642                                       | București Nord                       | 6:20              | 12h și 30min                       | 624km            | Clasa a doua · Vagon de dormit · Vagon cușetă · Transport biciclete · Rezervare loc | Satu Mare - Medieșu Aurit - Seini - Baia Mare - Ulmeni Sălaj - Jibou - Dej Călători - Beclean pe Someș - Sărățel - Deda - Toplița - Gheorgheni - Izvoru Mureșului - Izvoru Oltului - Siculeni - Miercurea Ciuc - Băile Tușnad - Sfântu Gheorghe - Brașov - Predeal - Azuga - Bușteni - Sinaia - Câmpina - Florești Prahova - Ploiești Vest - București Nord | CFR Călători               | În stația Beclean pe Someș, trenul primește vagoane de la Sighetu Marmației, de unde a circulat cu denumirea de R4116. În stația Sărățel, trenul primește vagoane de la Bistrița Nord, de unde a circulat cu denumirea de R-E4007. Secțiunea de infrastructură Cluj Napoca – Oradea – Episcopia Bihor a fost declarată ca fiind infrastructură cu capacitate saturată din cauza efectuării lucrărilor de electrificare și reabilitare. Traseul trenului IRN1642 a fost prelungit până la Satu Mare.                                                                      |
| 18:39 | R10692                                        | Jibou                                | 19:59             | 1h și 20min                        | 58km             | Clasa întâi · Clasa a doua · Transport biciclete                                    | Baia Mare - Satulung pe Someș - Fersig - Mireșu Mare - Ulmeni Sălaj - Țicău - Benesat - Aluniș Sălaj - Inău - Someș Odorhei - Jibou | InterRegional Călători     | |
| 19:45 | R4048                                         | Jibou                                | 21:00             | 1h și 15min                        | 58km             | Clasa întâi · Clasa a doua                                                          | Baia Mare - Satulung pe Someș - Fersig - Mireșu Mare - Ulmeni Sălaj - Țicău - Benesat - Aluniș Sălaj - Inău - Someș Odorhei - Jibou | CFR Călători               | |
| 20:35 | R4324                                         | Satu Mare                            | 22:19             | 1h și 54min                        | 60km             | Clasa a doua                                                                        | Baia Mare - Bușag - Cicârlău - Ilba - Săbișa - Seini - Apa - Medieșu Aurit - Odoreu - Botiz - Satu Mare | CFR Călători               | |
| 22:45 | R4050                                         | Jibou                                | 23:55             | 1h și 10min                        | 58km             | Clasa a doua                                                                        | Baia Mare - Satulung pe Someș - Fersig - Mireșu Mare - Ulmeni Sălaj - Țicău - Benesat - Aluniș Sălaj - Inău - Someș Odorhei - Jibou | CFR Călători               | |

| \| Ora sosirii \| Tipul și nr. trenului \| Din direcția \| Ora plecării \| Durată \| Distanța \| Caracteristici tren \| Stații \| Operator \| Observații \| \| ----------- \| --------------------------------------------- \| ------------------------------------ \| ----------------- \| ----------------------------------- \| ---------------- \| ------------------- \| -------------------------------------------------------------------------------------------------------------------------------------------------------------------------------------------------------------------------------------------------------------------------------------------------------------------------------------------------------------------------------------------------------------------------------------------------------------------------------------------------------------------------------------------------------- \| -------------------------- \| --------------------------------------------------------------------------------------------------------------------------------------------------------------------------------------------------------------------------------------------------------------------------------------------------------------------------------------------------------------------------------------------------------------------------------------------------------------------------------------------------- \| \| 5:08 \| R4041 \| Jibou \| 4:00 \| 1h și 8min \| 58km \| \| Jibou - Someș Odorhei - Inău - Aluniș Sălaj - Benesat - Țicău - Ulmeni Sălaj - Mireșu Mare - Fersig - Satulung pe Someș - Baia Mare \| CFR Călători \| \| \| 5:23 \| R10685 \| Jibou \| 4:15 \| 1h și 8min \| 58km \| \| Jibou - Someș Odorhei - Inău - Aluniș Sălaj - Benesat - Țicău - Ulmeni Sălaj - Mireșu Mare - Fersig - Satulung pe Someș - Baia Mare \| InterRegional Călători \| \| \| 6:15 \| R4043 \| Jibou \| 5:00 \| 1h și 15min \| 58km \| \| Jibou - Someș Odorhei - Inău - Aluniș Sălaj - Benesat - Țicău - Ulmeni Sălaj - Mireșu Mare - Fersig - Satulung pe Someș - Baia Mare \| CFR Călători \| \| \| 6:25 \| R4311 \| Satu Mare \| 4:56 \| 1h și 33min \| 60km \| \| Satu Mare - Botiz - Odoreu - Medieșu Aurit - Apa - Seini - Săbișa - Ilba - Cicârlău - Bușag - Baia Mare \| CFR Călători \| \| \| 6:52 \| R10687 \| Jibou \| 5:35 \| 1h și 17min \| 58km \| \| Jibou - Someș Odorhei - Inău - Aluniș Sălaj - Benesat - Țicău - Ulmeni Sălaj - Mireșu Mare - Fersig - Satulung pe Someș - Baia Mare \| InterRegional Călători \| \| \| 7:10 \| R4045 \| Jibou \| 5:55 \| 1h și 15min \| 58km \| \| Jibou - Someș Odorhei - Inău - Aluniș Sălaj - Benesat - Țicău - Ulmeni Sălaj - Mireșu Mare - Fersig - Satulung pe Someș - Baia Mare \| CFR Călători \| \| \| 7:24 \| R10675 \| Satu Mare \| 5:44 \| 1h și 40min \| 60km \| \| Satu Mare - Botiz - Odoreu - Medieșu Aurit - Apa - Seini - Săbișa - Ilba - Cicârlău - Bușag - Baia Mare \| InterRegional Călători \| \| \| 8:35 \| R10689 \| Jibou \| 7:20 \| 1h și 15min \| 58km \| \| Jibou - Someș Odorhei - Inău - Aluniș Sălaj - Benesat - Țicău - Ulmeni Sălaj - Mireșu Mare - Fersig - Satulung pe Someș - Baia Mare \| InterRegional Călători \| \| \| 8:50 \| R8810/ IRN1942 \| Mangalia \| 15:26 \| 16h și 36min \| 884km \| \| Mangalia – Neptun – Neptun hc – Costinești Tabără – Costinești – Tuzla – Eforie Sud – Eforie Nord – Agigea Ecluză – Constanța – Medgidia – Cernavodă Pod – Fetești – Ciulnița – București Băneasa - Ploiești Vest - Câmpina - Sinaia - Bușteni - Predeal - Brașov - Sfântu Gheorghe - Băile Tușnad - Miercurea Ciuc - Siculeni - Izvoru Oltului - Izvoru Mureșului - Gheorgheni - Toplița - Deda - Sărățel - Beclean pe Someș - Dej Călători - Gâlgău - Ileanda - Letca - Jibou - Benesat - Ulmeni Sălaj - Baia Mare - Seini - Medieșu Aurit - Satu Mare \| CFR Călători \| În stația Deda, trenul trimite vagoane către Târgu Mureș, de unde va circula cu denumirea de R-E4013. În stația Dej Călători, trenul trimite vagoane către Cluj Napoca, de unde va circula cu denumirea de R04009. În stația Constanța trenul își schimbă denumirea în IRN1942. În stația Baia Mare trenul își schimbă denumirea în IRN001641. Circulă doar în perioada estivală. \| \| 9:08 \| IRN1641 \| București Nord \| 21:03 \| 12h și 5min \| 624km \| \| București Nord - Ploiești Vest - Florești Prahova - Câmpina - Sinaia - Bușteni - Azuga - Predeal - Brașov - Sfântu Gheorghe - Băile Tușnad - Miercurea Ciuc - Siculeni - Izvoru Oltului - Izvoru Mureșului - Gheorgheni - Toplița - Deda - Sărățel - Beclean pe Someș - Dej Călători - Jibou - Ulmeni Sălaj - Baia Mare - Seini - Medieșu Aurit - Satu Mare \| CFR Călători \| În stația Sărățel, trenul trimite vagoane către Bistrița Nord, de unde va circula cu denumirea de R-E4008. În stația Beclean pe Someș, trenul trimite vagoane către Sighetu Marmației, de unde va circula cu denumirea de R4112. Secțiunea de infrastructură Cluj Napoca – Oradea – Episcopia Bihor a fost declarată ca fiind infrastructură cu capacitate saturată din cauza efectuării lucrărilor de electrificare și reabilitare. Traseul trenului IRN1641 a fost prelungit până la Satu Mare. \| \| 10:00 \| R4313 \| Satu Mare \| 8:10 \| 1h și 50min \| 60km \| \| Satu Mare - Botiz - Odoreu - Medieșu Aurit - Apa - Seini - Săbișa - Ilba - Cicârlău - Bușag - Baia Mare \| CFR Călători \| \| \| 12:23 \| R10691 \| Jibou \| 11:15 \| 1h și 8min \| 58km \| \| Jibou - Someș Odorhei - Inău - Aluniș Sălaj - Benesat - Țicău - Ulmeni Sălaj - Mireșu Mare - Fersig - Satulung pe Someș - Baia Mare \| InterRegional Călători \| \| \| 13:00 \| R4047 \| Jibou \| 11:50 \| 1h și 10min \| 58km \| \| Jibou - Someș Odorhei - Inău - Aluniș Sălaj - Benesat - Țicău - Ulmeni Sălaj - Mireșu Mare - Fersig - Satulung pe Someș - Baia Mare \| CFR Călători \| \| \| 14:46 \| IRN1944/ R8807 \| Satu Mare \| 13:20 \| 1h și 26min \| 60km \| \| Satu Mare - Medieșu Aurit - Seini - Baia Mare - Ulmeni Sălaj - Benesat - Jibou - Ileanda - Gâlgău - Dej Călători - Beclean pe Someș - Sărățel - Deda - Toplița - Gheorgheni - Izvoru Mureșului - Siculeni - Miercurea Ciuc - Băile Tușnad - Sfântu Gheorghe - Brașov - Predeal - Azuga - Bușteni - Sinaia - Câmpina - Ploiești Vest - București Băneasa - Fetești - Cernavodă Pod - Medgidia – Constanța – Agigea Ecluză - Eforie Nord - Eforie Sud - Tuzla - Costinești - Costinești Tabără – Neptun hc - Mangalia \| CFR Călători \| În stația Dej Călători, trenul primește vagoane de la Cluj Napoca, de unde a circulat cu denumirea de R4306. În stația Deda, trenul primește vagoane de la Târgu Mureș, de unde a circulat cu denumirea de R-E4014. În stația Constanța trenul își schimbă denumirea în R8807. Circulă doar în perioada estivală. \| \| 15:38 \| R10673 \| Satu Mare \| 14:15 \| 1h și 23min \| 60km \| \| Satu Mare - Botiz - Odoreu - Medieșu Aurit - Apa - Seini - Săbișa - Ilba - Cicârlău - Bușag - Baia Mare \| InterRegional Călători \| \| \| 17:09 \| R10693 \| Jibou \| 15:47 \| 1h și 22min \| 58km \| \| Jibou - Someș Odorhei - Inău - Aluniș Sălaj - Benesat - Țicău - Ulmeni Sălaj - Mireșu Mare - Fersig - Satulung pe Someș - Baia Mare \| InterRegional Călători \| \| \| 17:35 \| IRN1642 \| Satu Mare \| 16:20 \| 1h și 15min \| 60km \| \| Satu Mare - Medieșu Aurit - Seini - Baia Mare - Ulmeni Sălaj - Jibou - Dej Călători - Beclean pe Someș - Sărățel - Deda - Toplița - Gheorgheni - Izvoru Mureșului - Izvoru Oltului - Siculeni - Miercurea Ciuc - Băile Tușnad - Sfântu Gheorghe - Brașov - Predeal - Azuga - Bușteni - Sinaia - Câmpina - Florești Prahova - Ploiești Vest - București Nord \| CFR Călători \| În stația Beclean pe Someș, trenul primește vagoane de la Sighetu Marmației, de unde a circulat cu denumirea de R4116. În stația Sărățel, trenul primește vagoane de la Bistrița Nord, de unde a circulat cu denumirea de R-E4007. Secțiunea de infrastructură Cluj Napoca – Oradea – Episcopia Bihor a fost declarată ca fiind infrastructură cu capacitate saturată din cauza efectuării lucrărilor de electrificare și reabilitare. Traseul trenului IRN1642 a fost prelungit până la Satu Mare. \| \| 18:10 \| R4323 \| Satu Mare \| 16:38 \| 1h și 32min \| 60km \| \| Satu Mare - Botiz - Odoreu - Medieșu Aurit - Apa - Seini - Săbișa - Ilba - Cicârlău - Bușag - Baia Mare \| CFR Călători \| \| \| 18:24 \| R4022 \| Cluj-Napoca \| 14:12 \| 4h și 12min \| 193km \| \| Cluj-Napoca - Apahida - Gherla - Dej Călători - Câțcău - Gâlgău - Ileanda - Letca - Cuciulat - Băbuțeni - Ciocmani - Surduc Sălaj - Jibou - Someș Odorhei - Inău - Aluniș Sălaj - Benesat - Țicău - Ulmeni Sălaj - Mireșu Mare - Fersig - Satulung pe Someș - Baia Mare \| CFR Călători \| \| \| 20:20 \| R-E4004/ IR1735 \| Cluj-Napoca/ București Nord \| 16:05/6:11 \| 4h și 15min/ 14h și 8min \| 193km/690km \| \| București Nord - Ploiești Vest - Câmpina - Comarnic - Valea Largă - Sinaia - Bușteni - Azuga - Predeal - Brașov - Augustin - Racoș - Rupea - Sighișoara - Dumbrăveni - Mediaș - Copșa Mică - Blaj - Teiuș - Aiud - Războieni - Câmpia Turzii -/ Cluj-Napoca - Apahida - Jucu - Bonțida - Iclod - Gherla - Dej Călători - Cășeiu - Surduc Sălaj - Jibou - Someș Odorhei - Ulmeni Sălaj - Satulung pe Someș - Baia Mare \| CFR Călători \| În stația Cluj Napoca, trenul primește vagoane de la București Nord, de unde a circulat cu denumirea de IR1735. \| \| 21:27 \| R4049 \| Jibou \| 20:07 \| 1h și 20min \| 58km \| \| Jibou - Someș Odorhei - Inău - Aluniș Sălaj - Benesat - Țicău - Ulmeni Sălaj - Mireșu Mare - Fersig - Satulung pe Someș - Baia Mare \| CFR Călători \| \| \| 22:00 \| EC143 „Transilvania”/ IR686 (IR686EC) „Someș” \| Viena/ Püspökladány/ Valea lui Mihai \| 10:42/15:58/19:47 \| 11h și 18min/6h și 2min/2h și 13min \| 433km/83km/127km \| \| Viena - Hegyeshalom - Mosonmagyaróvár - Győr - Tatabánya - Kelenföld-Budapesta - Keleti-Budapesta - Szolnok - Törökszentmiklós - Kisújszállás - Karcag -/ Püspökladány - Hajdúszoboszló - Debrecen - Debrecen-Szabadságtelep - Debrecen-Kondoros - Nagycsere - Haláp - Vámospércs - Szentannapuszta - Nyírábrány -/ Valea lui Mihai - Carei - Satu Mare - Medieșu Aurit - Apa - Seini - Baia Mare \| CFR Călători MÁV START ÖBB \| În stația Püspökladány, trenul trimite vagoane către Baia Mare, de unde va circula cu denumirea de IR686 (IR686EC) „Someș”. \| \| 23:18 \| IR1531 \| Timișoara Nord \| 15:43 \| 7h și 35min \| 371km \| \| Timișoara Nord - Aradu Nou - Arad - Sântana - Chișineu Criș - Ciumeghiu - Salonta - Oradea - Săcuieni Bihor - Valea lui Mihai - Carei Satu Mare - Medieșu Aurit - Apa - Seini - Baia Mare \| CFR Călători \| Circulă doar în zilele de vineri, sâmbătă și duminică. \| IR - InterRegio; IRN - InterRegioNight; R - Regio; R-E - Regio-Expres; EC - EuroCity; - Clasa întâi; - Clasa a doua; - Vagon de dormit; - Vagon cușetă; - Rezervare loc; - Transport biciclete |                                               |                                      |                   |                                     |                  |                                                                                     | |                            | |
| Ora sosirii | Tipul și nr. trenului                         | Din direcția                         | Ora plecării      | Durată                              | Distanța         | Caracteristici tren                                                                 | Stații | Operator                   | Observații |
| 5:08 | R4041                                         | Jibou                                | 4:00              | 1h și 8min                          | 58km             | Clasa a doua                                                                        | Jibou - Someș Odorhei - Inău - Aluniș Sălaj - Benesat - Țicău - Ulmeni Sălaj - Mireșu Mare - Fersig - Satulung pe Someș - Baia Mare | CFR Călători               | |
| 5:23 | R10685                                        | Jibou                                | 4:15              | 1h și 8min                          | 58km             | Clasa întâi · Clasa a doua · Transport biciclete                                    | Jibou - Someș Odorhei - Inău - Aluniș Sălaj - Benesat - Țicău - Ulmeni Sălaj - Mireșu Mare - Fersig - Satulung pe Someș - Baia Mare | InterRegional Călători     | |
| 6:15 | R4043                                         | Jibou                                | 5:00              | 1h și 15min                         | 58km             | Clasa a doua                                                                        | Jibou - Someș Odorhei - Inău - Aluniș Sălaj - Benesat - Țicău - Ulmeni Sălaj - Mireșu Mare - Fersig - Satulung pe Someș - Baia Mare | CFR Călători               | |
| 6:25 | R4311                                         | Satu Mare                            | 4:56              | 1h și 33min                         | 60km             | Clasa a doua                                                                        | Satu Mare - Botiz - Odoreu - Medieșu Aurit - Apa - Seini - Săbișa - Ilba - Cicârlău - Bușag - Baia Mare | CFR Călători               | |
| 6:52 | R10687                                        | Jibou                                | 5:35              | 1h și 17min                         | 58km             | Clasa întâi · Clasa a doua · Transport biciclete                                    | Jibou - Someș Odorhei - Inău - Aluniș Sălaj - Benesat - Țicău - Ulmeni Sălaj - Mireșu Mare - Fersig - Satulung pe Someș - Baia Mare | InterRegional Călători     | |
| 7:10 | R4045                                         | Jibou                                | 5:55              | 1h și 15min                         | 58km             | Clasa a doua                                                                        | Jibou - Someș Odorhei - Inău - Aluniș Sălaj - Benesat - Țicău - Ulmeni Sălaj - Mireșu Mare - Fersig - Satulung pe Someș - Baia Mare | CFR Călători               | |
| 7:24 | R10675                                        | Satu Mare                            | 5:44              | 1h și 40min                         | 60km             | Clasa întâi · Clasa a doua · Transport biciclete                                    | Satu Mare - Botiz - Odoreu - Medieșu Aurit - Apa - Seini - Săbișa - Ilba - Cicârlău - Bușag - Baia Mare | InterRegional Călători     | |
| 8:35 | R10689                                        | Jibou                                | 7:20              | 1h și 15min                         | 58km             | Clasa întâi · Clasa a doua · Transport biciclete                                    | Jibou - Someș Odorhei - Inău - Aluniș Sălaj - Benesat - Țicău - Ulmeni Sălaj - Mireșu Mare - Fersig - Satulung pe Someș - Baia Mare | InterRegional Călători     | |
| 8:50 | R8810/ IRN1942                                | Mangalia                             | 15:26             | 16h și 36min                        | 884km            | Clasa a doua · Vagon de dormit · Vagon cușetă · Rezervare loc                       | Mangalia – Neptun – Neptun hc – Costinești Tabără – Costinești – Tuzla – Eforie Sud – Eforie Nord – Agigea Ecluză – Constanța – Medgidia – Cernavodă Pod – Fetești – Ciulnița – București Băneasa - Ploiești Vest - Câmpina - Sinaia - Bușteni - Predeal - Brașov - Sfântu Gheorghe - Băile Tușnad - Miercurea Ciuc - Siculeni - Izvoru Oltului - Izvoru Mureșului - Gheorgheni - Toplița - Deda - Sărățel - Beclean pe Someș - Dej Călători - Gâlgău - Ileanda - Letca - Jibou - Benesat - Ulmeni Sălaj - Baia Mare - Seini - Medieșu Aurit - Satu Mare | CFR Călători               | În stația Deda, trenul trimite vagoane către Târgu Mureș, de unde va circula cu denumirea de R-E4013. În stația Dej Călători, trenul trimite vagoane către Cluj Napoca, de unde va circula cu denumirea de R04009. În stația Constanța trenul își schimbă denumirea în IRN1942. În stația Baia Mare trenul își schimbă denumirea în IRN001641. Circulă doar în perioada estivală. |
| 9:08 | IRN1641                                       | București Nord                       | 21:03             | 12h și 5min                         | 624km            | Clasa a doua · Vagon de dormit · Vagon cușetă · Transport biciclete · Rezervare loc | București Nord - Ploiești Vest - Florești Prahova - Câmpina - Sinaia - Bușteni - Azuga - Predeal - Brașov - Sfântu Gheorghe - Băile Tușnad - Miercurea Ciuc - Siculeni - Izvoru Oltului - Izvoru Mureșului - Gheorgheni - Toplița - Deda - Sărățel - Beclean pe Someș - Dej Călători - Jibou - Ulmeni Sălaj - Baia Mare - Seini - Medieșu Aurit - Satu Mare | CFR Călători               | În stația Sărățel, trenul trimite vagoane către Bistrița Nord, de unde va circula cu denumirea de R-E4008. În stația Beclean pe Someș, trenul trimite vagoane către Sighetu Marmației, de unde va circula cu denumirea de R4112. Secțiunea de infrastructură Cluj Napoca – Oradea – Episcopia Bihor a fost declarată ca fiind infrastructură cu capacitate saturată din cauza efectuării lucrărilor de electrificare și reabilitare. Traseul trenului IRN1641 a fost prelungit până la Satu Mare.   |
| 10:00 | R4313                                         | Satu Mare                            | 8:10              | 1h și 50min                         | 60km             | Clasa a doua                                                                        | Satu Mare - Botiz - Odoreu - Medieșu Aurit - Apa - Seini - Săbișa - Ilba - Cicârlău - Bușag - Baia Mare | CFR Călători               | |
| 12:23 | R10691                                        | Jibou                                | 11:15             | 1h și 8min                          | 58km             | Clasa întâi · Clasa a doua · Transport biciclete                                    | Jibou - Someș Odorhei - Inău - Aluniș Sălaj - Benesat - Țicău - Ulmeni Sălaj - Mireșu Mare - Fersig - Satulung pe Someș - Baia Mare | InterRegional Călători     | |
| 13:00 | R4047                                         | Jibou                                | 11:50             | 1h și 10min                         | 58km             | Clasa a doua                                                                        | Jibou - Someș Odorhei - Inău - Aluniș Sălaj - Benesat - Țicău - Ulmeni Sălaj - Mireșu Mare - Fersig - Satulung pe Someș - Baia Mare | CFR Călători               | |
| 14:46 | IRN1944/ R8807                                | Satu Mare                            | 13:20             | 1h și 26min                         | 60km             | Clasa întâi · Clasa a doua · Vagon de dormit · Vagon cușetă · Rezervare loc         | Satu Mare - Medieșu Aurit - Seini - Baia Mare - Ulmeni Sălaj - Benesat - Jibou - Ileanda - Gâlgău - Dej Călători - Beclean pe Someș - Sărățel - Deda - Toplița - Gheorgheni - Izvoru Mureșului - Siculeni - Miercurea Ciuc - Băile Tușnad - Sfântu Gheorghe - Brașov - Predeal - Azuga - Bușteni - Sinaia - Câmpina - Ploiești Vest - București Băneasa - Fetești - Cernavodă Pod - Medgidia – Constanța – Agigea Ecluză - Eforie Nord - Eforie Sud - Tuzla - Costinești - Costinești Tabără – Neptun hc - Mangalia                                      | CFR Călători               | În stația Dej Călători, trenul primește vagoane de la Cluj Napoca, de unde a circulat cu denumirea de R4306. În stația Deda, trenul primește vagoane de la Târgu Mureș, de unde a circulat cu denumirea de R-E4014. În stația Constanța trenul își schimbă denumirea în R8807. Circulă doar în perioada estivală. |
| 15:38 | R10673                                        | Satu Mare                            | 14:15             | 1h și 23min                         | 60km             | Clasa întâi · Clasa a doua · Transport biciclete                                    | Satu Mare - Botiz - Odoreu - Medieșu Aurit - Apa - Seini - Săbișa - Ilba - Cicârlău - Bușag - Baia Mare | InterRegional Călători     | |
| 17:09 | R10693                                        | Jibou                                | 15:47             | 1h și 22min                         | 58km             | Clasa întâi · Clasa a doua · Transport biciclete                                    | Jibou - Someș Odorhei - Inău - Aluniș Sălaj - Benesat - Țicău - Ulmeni Sălaj - Mireșu Mare - Fersig - Satulung pe Someș - Baia Mare | InterRegional Călători     | |
| 17:35 | IRN1642                                       | Satu Mare                            | 16:20             | 1h și 15min                         | 60km             | Clasa a doua · Vagon de dormit · Vagon cușetă · Transport biciclete · Rezervare loc | Satu Mare - Medieșu Aurit - Seini - Baia Mare - Ulmeni Sălaj - Jibou - Dej Călători - Beclean pe Someș - Sărățel - Deda - Toplița - Gheorgheni - Izvoru Mureșului - Izvoru Oltului - Siculeni - Miercurea Ciuc - Băile Tușnad - Sfântu Gheorghe - Brașov - Predeal - Azuga - Bușteni - Sinaia - Câmpina - Florești Prahova - Ploiești Vest - București Nord | CFR Călători               | În stația Beclean pe Someș, trenul primește vagoane de la Sighetu Marmației, de unde a circulat cu denumirea de R4116. În stația Sărățel, trenul primește vagoane de la Bistrița Nord, de unde a circulat cu denumirea de R-E4007. Secțiunea de infrastructură Cluj Napoca – Oradea – Episcopia Bihor a fost declarată ca fiind infrastructură cu capacitate saturată din cauza efectuării lucrărilor de electrificare și reabilitare. Traseul trenului IRN1642 a fost prelungit până la Satu Mare. |
| 18:10 | R4323                                         | Satu Mare                            | 16:38             | 1h și 32min                         | 60km             | Clasa a doua                                                                        | Satu Mare - Botiz - Odoreu - Medieșu Aurit - Apa - Seini - Săbișa - Ilba - Cicârlău - Bușag - Baia Mare | CFR Călători               | |
| 18:24 | R4022                                         | Cluj-Napoca                          | 14:12             | 4h și 12min                         | 193km            | Clasa a doua                                                                        | Cluj-Napoca - Apahida - Gherla - Dej Călători - Câțcău - Gâlgău - Ileanda - Letca - Cuciulat - Băbuțeni - Ciocmani - Surduc Sălaj - Jibou - Someș Odorhei - Inău - Aluniș Sălaj - Benesat - Țicău - Ulmeni Sălaj - Mireșu Mare - Fersig - Satulung pe Someș - Baia Mare | CFR Călători               | |
| 20:20 | R-E4004/ IR1735                               | Cluj-Napoca/ București Nord          | 16:05/6:11        | 4h și 15min/ 14h și 8min            | 193km/690km      | Clasa întâi · Clasa a doua · Rezervare loc                                          | București Nord - Ploiești Vest - Câmpina - Comarnic - Valea Largă - Sinaia - Bușteni - Azuga - Predeal - Brașov - Augustin - Racoș - Rupea - Sighișoara - Dumbrăveni - Mediaș - Copșa Mică - Blaj - Teiuș - Aiud - Războieni - Câmpia Turzii -/ Cluj-Napoca - Apahida - Jucu - Bonțida - Iclod - Gherla - Dej Călători - Cășeiu - Surduc Sălaj - Jibou - Someș Odorhei - Ulmeni Sălaj - Satulung pe Someș - Baia Mare | CFR Călători               | În stația Cluj Napoca, trenul primește vagoane de la București Nord, de unde a circulat cu denumirea de IR1735. |
| 21:27 | R4049                                         | Jibou                                | 20:07             | 1h și 20min                         | 58km             | Clasa a doua                                                                        | Jibou - Someș Odorhei - Inău - Aluniș Sălaj - Benesat - Țicău - Ulmeni Sălaj - Mireșu Mare - Fersig - Satulung pe Someș - Baia Mare | CFR Călători               | |
| 22:00 | EC143 „Transilvania”/ IR686 (IR686EC) „Someș” | Viena/ Püspökladány/ Valea lui Mihai | 10:42/15:58/19:47 | 11h și 18min/6h și 2min/2h și 13min | 433km/83km/127km | Clasa a doua · Rezervare loc                                                        | Viena - Hegyeshalom - Mosonmagyaróvár - Győr - Tatabánya - Kelenföld-Budapesta - Keleti-Budapesta - Szolnok - Törökszentmiklós - Kisújszállás - Karcag -/ Püspökladány - Hajdúszoboszló - Debrecen - Debrecen-Szabadságtelep - Debrecen-Kondoros - Nagycsere - Haláp - Vámospércs - Szentannapuszta - Nyírábrány -/ Valea lui Mihai - Carei - Satu Mare - Medieșu Aurit - Apa - Seini - Baia Mare | CFR Călători MÁV START ÖBB | În stația Püspökladány, trenul trimite vagoane către Baia Mare, de unde va circula cu denumirea de IR686 (IR686EC) „Someș”. |
| 23:18 | IR1531                                        | Timișoara Nord                       | 15:43             | 7h și 35min                         | 371km            | Clasa întâi · Clasa a doua · Rezervare loc                                          | Timișoara Nord - Aradu Nou - Arad - Sântana - Chișineu Criș - Ciumeghiu - Salonta - Oradea - Săcuieni Bihor - Valea lui Mihai - Carei Satu Mare - Medieșu Aurit - Apa - Seini - Baia Mare | CFR Călători               | Circulă doar în zilele de vineri, sâmbătă și duminică. |

| Harta legăturilor feroviare directe ale municipiului Baia Mare Baia MareSatu MareJibouCluj-NapocaTimișoaraBucureștiValea lui Mihai · ←spre Püspökladány · ←spre Viena Localizarea legăturilor feroviare directe ale municipiului Baia Mare în România Baia MarePüspökladányViena Localizarea legăturilor feroviare directe ale municipiului Baia Mare în Europa | \| Nr. crt. \| Localitate \| Tren \| Distanța \| \| -------- \| -------------------------------------- \| --------------------------------------------- \| ------------------- \| \| 1 \| București \| R-E4006+ IR1734 \| 690km \| \| 1 \| București \| IRN1642 \| 624km \| \| 2 \| Cluj-Napoca \| R4006 \| 193km \| \| 2 \| Cluj-Napoca \| R4020 \| 193km \| \| 2 \| Cluj-Napoca \| R4096 \| 193km \| \| 3 \| Jibou \| R10684 \| 58km \| \| 3 \| Jibou \| R10686 \| 58km \| \| 3 \| Jibou \| R4092 \| 58km \| \| 3 \| Jibou \| R10688 \| 58km \| \| 3 \| Jibou \| R4044 \| 58km \| \| 3 \| Jibou \| R10690 \| 58km \| \| 3 \| Jibou \| R4046 \| 58km \| \| 3 \| Jibou \| R10692 \| 58km \| \| 3 \| Jibou \| R4048 \| 58km \| \| 3 \| Jibou \| R4050 \| 58km \| \| 4 \| Satu Mare \| R10674 \| 60km \| \| 4 \| Satu Mare \| R4314 \| 60km \| \| 4 \| Satu Mare \| R10676 \| 60km \| \| 4 \| Satu Mare \| R4316 \| 60km \| \| 4 \| Satu Mare \| R4324 \| 60km \| \| 5 \| Timișoara \| IR1530 \| 371km \| \| 6 \| Viena (→Valea lui Mihai →Püspökladány) \| IR687 (IR687EC) „Someș”+ EC146 „Transilvania” \| 433km/ 127km/ 210km \| |                                               |                     |
| Nr. crt. | Localitate | Tren                                          | Distanța            |
| 1 | București | R-E4006+ IR1734                               | 690km               |
| 1 | București | IRN1642                                       | 624km               |
| 2 | Cluj-Napoca | R4006                                         | 193km               |
| 2 | Cluj-Napoca | R4020                                         | 193km               |
| 2 | Cluj-Napoca | R4096                                         | 193km               |
| 3 | Jibou | R10684                                        | 58km                |
| 3 | Jibou | R10686                                        | 58km                |
| 3 | Jibou | R4092                                         | 58km                |
| 3 | Jibou | R10688                                        | 58km                |
| 3 | Jibou | R4044                                         | 58km                |
| 3 | Jibou | R10690                                        | 58km                |
| 3 | Jibou | R4046                                         | 58km                |
| 3 | Jibou | R10692                                        | 58km                |
| 3 | Jibou | R4048                                         | 58km                |
| 3 | Jibou | R4050                                         | 58km                |
| 4 | Satu Mare | R10674                                        | 60km                |
| 4 | Satu Mare | R4314                                         | 60km                |
| 4 | Satu Mare | R10676                                        | 60km                |
| 4 | Satu Mare | R4316                                         | 60km                |
| 4 | Satu Mare | R4324                                         | 60km                |
| 5 | Timișoara | IR1530                                        | 371km               |
| 6 | Viena (→Valea lui Mihai →Püspökladány) | IR687 (IR687EC) „Someș”+ EC146 „Transilvania” | 433km/ 127km/ 210km |

| Nr. crt. | Localitate                             | Tren                                          | Distanța            |
| -------- | -------------------------------------- | --------------------------------------------- | ------------------- |
| 1        | București                              | R-E4006+ IR1734                               | 690km               |
| 1        | București                              | IRN1642                                       | 624km               |
| 2        | Cluj-Napoca                            | R4006                                         | 193km               |
| 2        | Cluj-Napoca                            | R4020                                         | 193km               |
| 2        | Cluj-Napoca                            | R4096                                         | 193km               |
| 3        | Jibou                                  | R10684                                        | 58km                |
| 3        | Jibou                                  | R10686                                        | 58km                |
| 3        | Jibou                                  | R4092                                         | 58km                |
| 3        | Jibou                                  | R10688                                        | 58km                |
| 3        | Jibou                                  | R4044                                         | 58km                |
| 3        | Jibou                                  | R10690                                        | 58km                |
| 3        | Jibou                                  | R4046                                         | 58km                |
| 3        | Jibou                                  | R10692                                        | 58km                |
| 3        | Jibou                                  | R4048                                         | 58km                |
| 3        | Jibou                                  | R4050                                         | 58km                |
| 4        | Satu Mare                              | R10674                                        | 60km                |
| 4        | Satu Mare                              | R4314                                         | 60km                |
| 4        | Satu Mare                              | R10676                                        | 60km                |
| 4        | Satu Mare                              | R4316                                         | 60km                |
| 4        | Satu Mare                              | R4324                                         | 60km                |
| 5        | Timișoara                              | IR1530                                        | 371km               |
| 6        | Viena (→Valea lui Mihai →Püspökladány) | IR687 (IR687EC) „Someș”+ EC146 „Transilvania” | 433km/ 127km/ 210km |

De asemenea, gara Baia Mare a oferit o legătură directă cu Ungaria circulând trenurile internaționale Baia Mare – Budapesta și Baia Mare – Nyírábrány. Din 2021 Baia Mare are o legătură directă cu Ungaria și Austria prin intermediul trenurilor IR686 (IR686EC)/IR687 (IR687EC) „Someș” Baia Mare – Valea lui Mihai – Nyírábrány – Püspökladány și EC143/EC146 „Transilvania” Cluj-Napoca – Episcopia Bihor – Biharkeresztes – Püspökladány – Budapesta Keleti – Hegyeshalom – Viena Hauptbahnhof, atunci când traseul perechii de trenuri IR686/IR687 a fost extins de la Satu Mare la Baia Mare.
Prin gara Baia Mare trec trenuri care sunt remorcate de locomotive diesel din clasele 60, 62, 65 și 82 ori automotoare din clasele 76, 79, 92, 96. Începând cu 8 septembrie 2018 pe ruta Timișoara – Arad – Oradea – Satu Mare – Baia Mare au circulat IR15540, IR15541, IR15546 si IR15547 operate de Astra Trans Carpatic folosind automotoare AnsaldoBreda IC4 construite pentru Căile Ferate Daneze (în daneză Danske Statsbaner - DSB). Din 12 martie 2019 aceste trenuri au fost anulate din cauza gradului redus de utilizare cât și a calității liniei și a vegetației existente în gabarit.

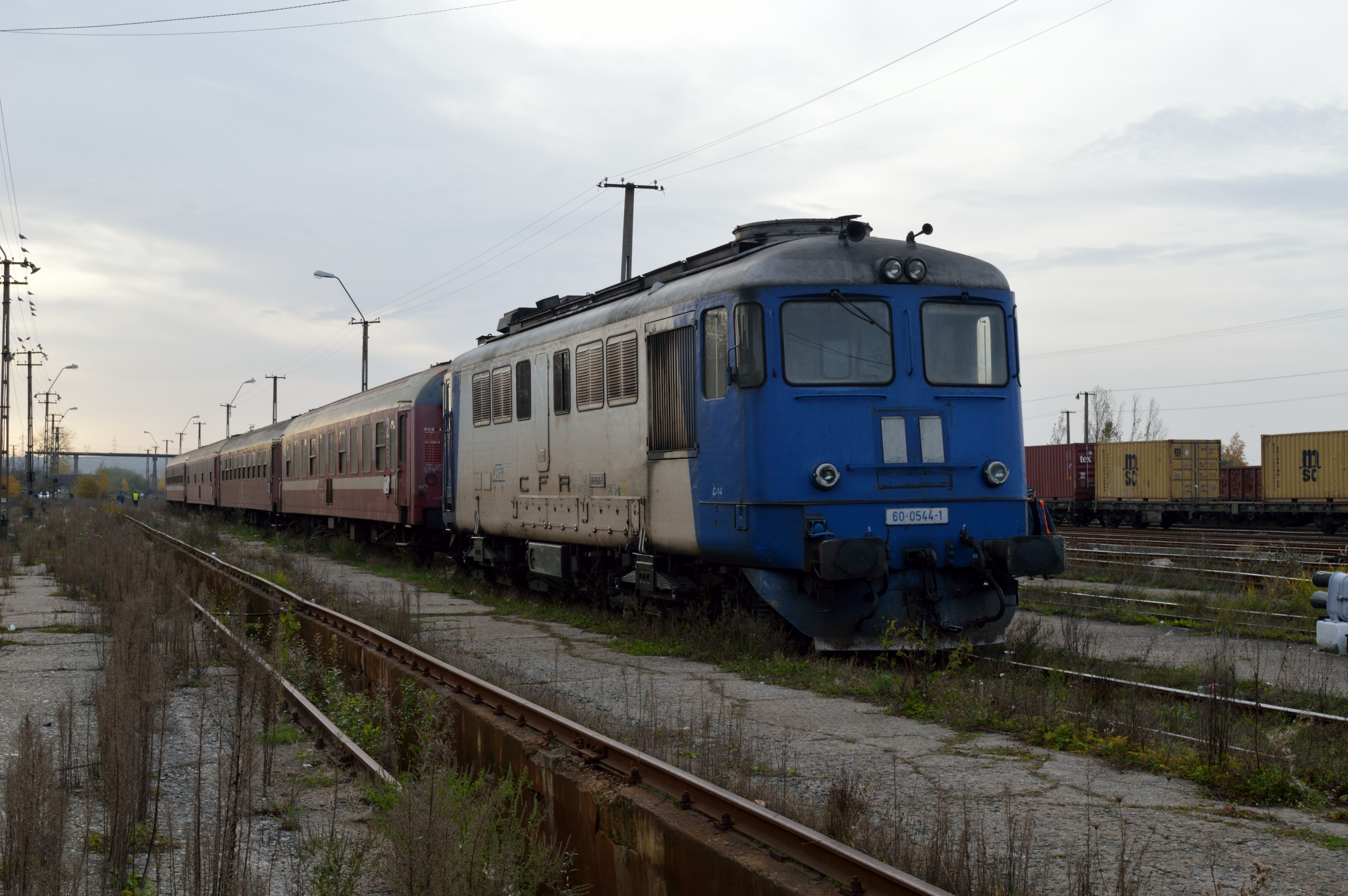
Locomotivă CFR clasa 60 în Baia Mare

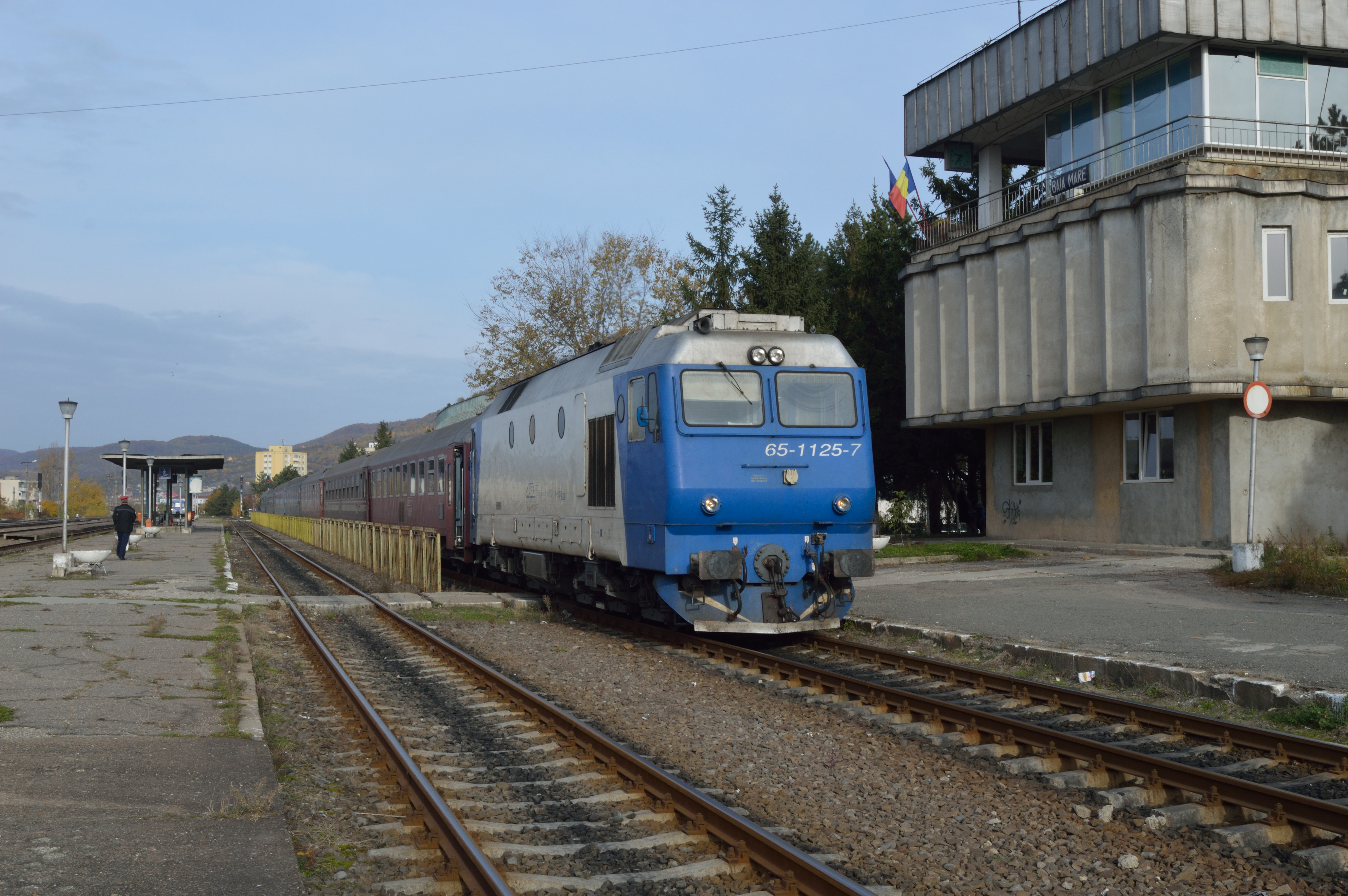
Locomotivă CFR clasa 65 în Baia Mare

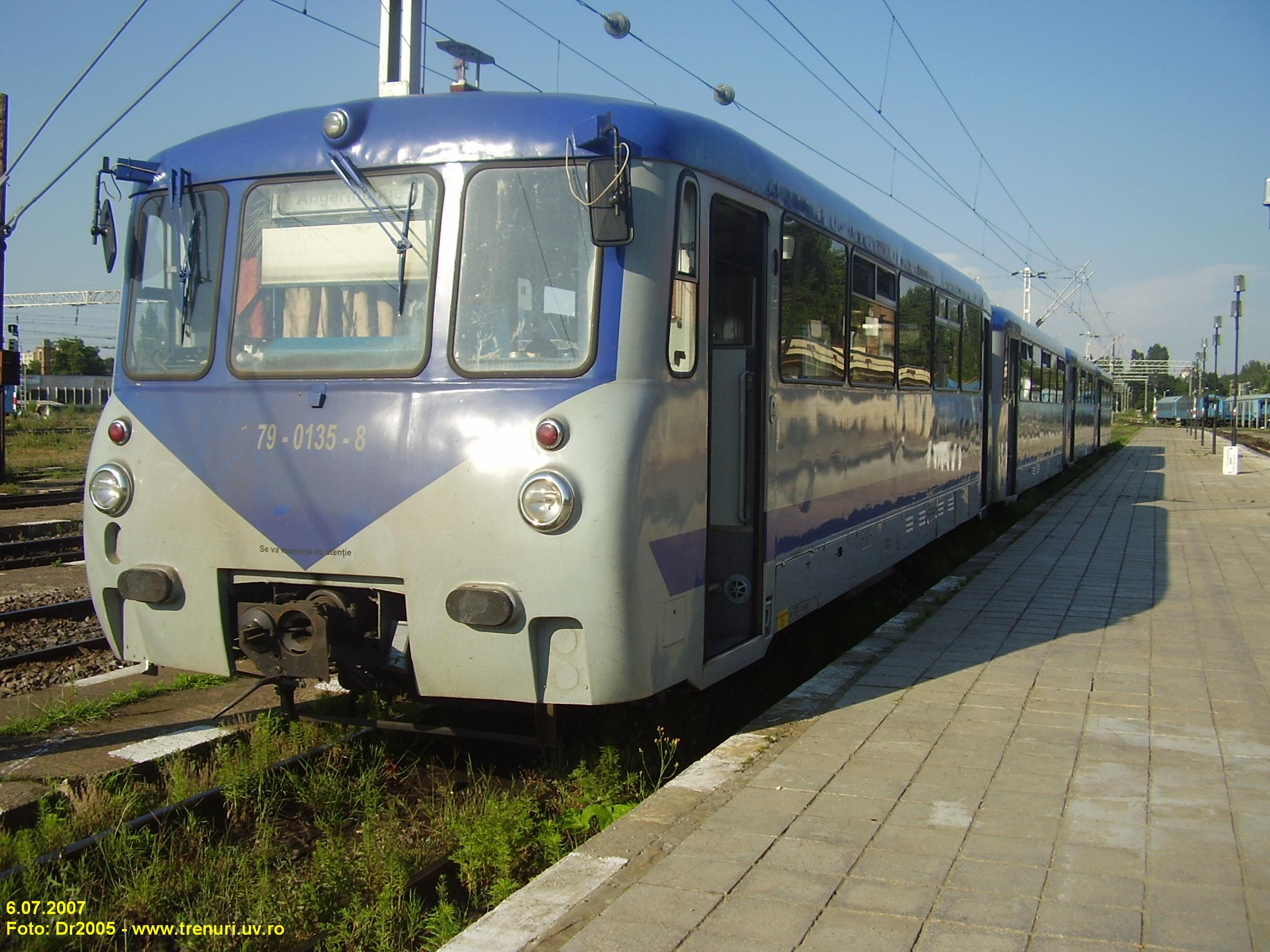
Automotor CFR clasa 79

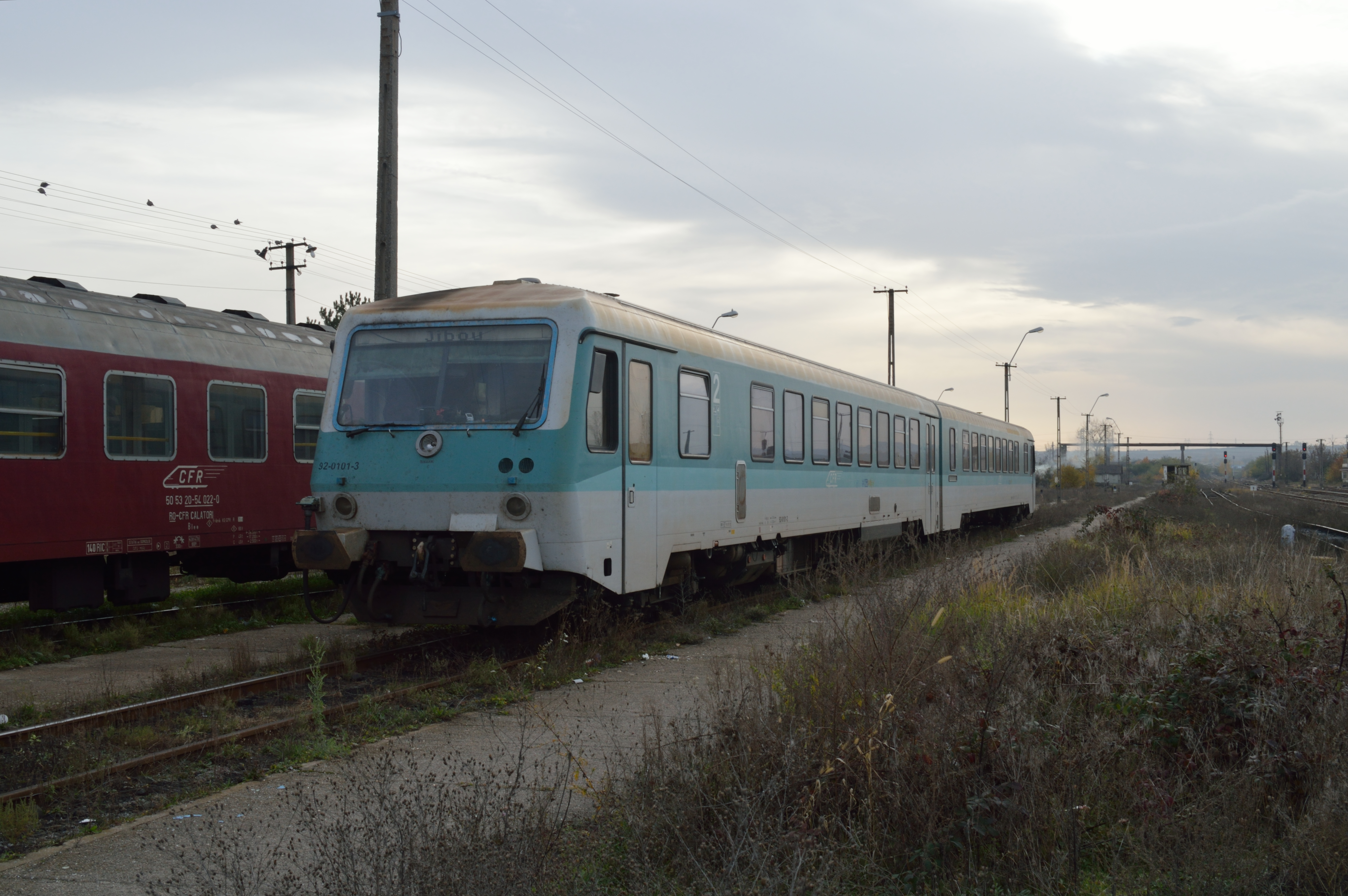
Automotor CFR clasa 92 în Baia Mare

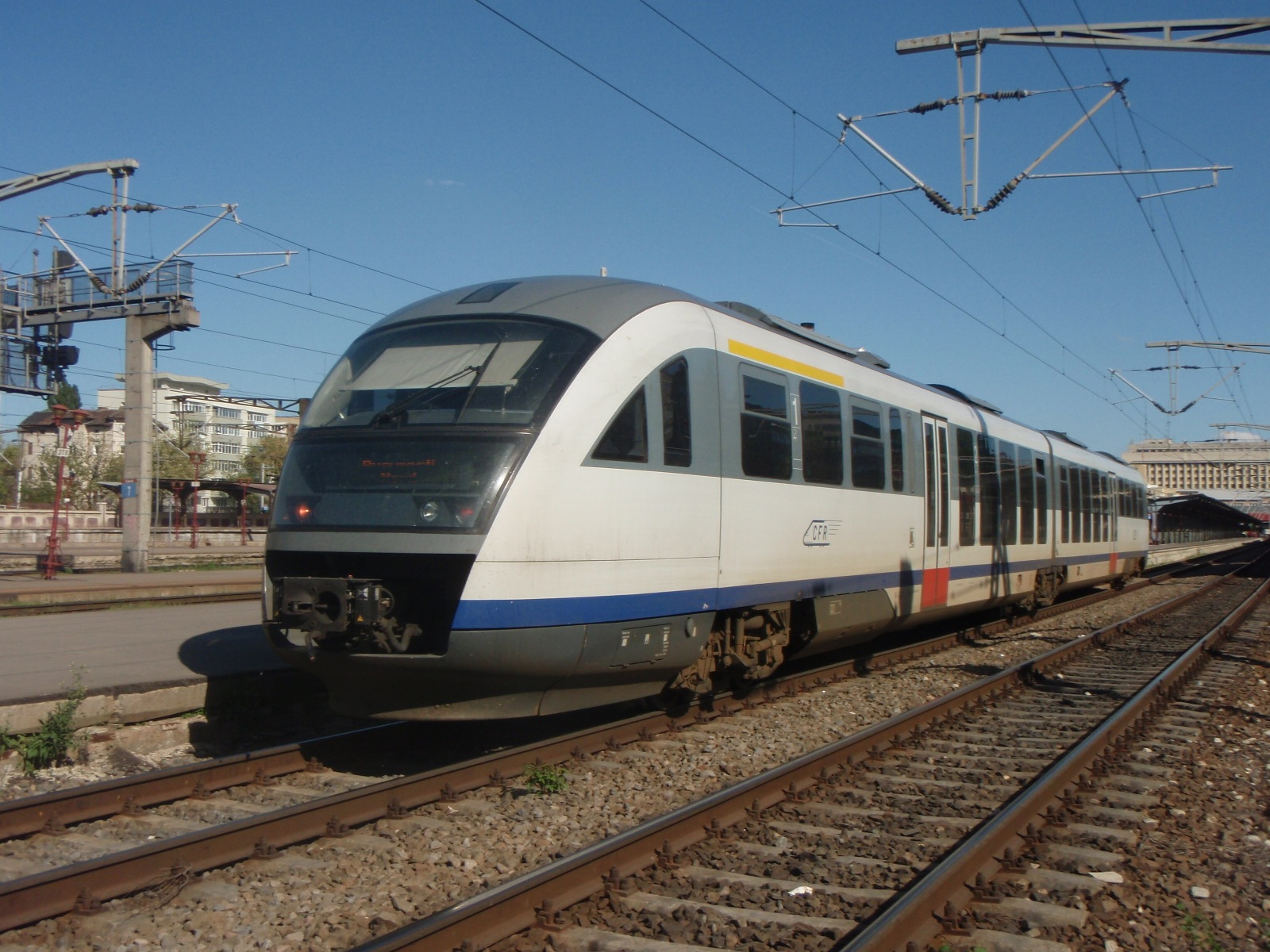
Automotor CFR clasa 96

Stația Baia Mare este un nod feroviar situat pe magistrala 400, unde trenurile de călători care vin dinspre Satu Mare și circulă spre Cluj sau București și invers necesită intrarea în stație pentru rebrusare, liniile de îndrumare a celor două direcții de deplasare dintr-o parte în alta formând un unghi. Recent mai multe trenuri au făcut rebrusment în gara din Baia Mare. Este vorba despre trenul IR1944 Satu Mare – Mangalia sau IR1942 Satu Mare – Mangalia care circulă în perioada sezonului estival, trenul R4091 Satu Mare – Dej, trenul R4087-2 Satu Mare – Cluj-Napoca și trenul IR1742 Satu Mare – București, în perioada când avea ruta via Baia Mare. Trenul se formează în Satu Mare, ajunge în Baia Mare face rebrusment și pleacă din Baia Mare spre Dej. La întoarcere, trenul ajunge în Baia Mare face rebrusment și pleacă spre Satu Mare. Prin Dispoziția 85/23.06.2023 a Directorului General al CFR secțiunea de infrastructură Cluj Napoca – Oradea – Episcopia Bihor a fost declarată ca fiind infrastructură cu capacitate saturată din cauza efectuării lucrărilor de electrificare și reabilitare, din 15 septembrie 2023 până la terminarea lucrărilor estimată pentru perioada 2026/2027. Traseul trenului IRN1741 București – Cluj Napoca – Oradea – Satu Mare a fost modificat în București – Arad – Oradea și trenul IRN1742 Satu Mare – Oradea – Cluj Napoca – București a fost anulat iar traseul trenurilor IRN1641 și IRN1642 a fost prelungit de la Baia Mare până la Satu Mare, astfel încât și acestea vor face rebrusment în Baia Mare.
Gara Baia Mare este legată cu linii de autobuz, troleibuz și microbuz de alte zone din municipiu și localitățile din Zona Metropolitană Baia Mare, pe o rază de 100 m de gară se află trei stații de transport public local. De asemenea, lângă gară se află Autogara Baia Mare și o stație de taxi.

## Linii locale
Linia Baia Mare – Baia Sprie a fost construită în 1905. Prin sistematizarea ei din anul 1968 porțiunea de linie care traversa orașul de la gară spre est, a fost dezafectată. Varianta nouă a liniei ocolește prin sud, pentru a reintra în vechiul traseu în zona industrială de est a orașului. Linia pornea din gară, mergea spre sud paralel cu Strada Gării, vira spre est și traversa D.J. 182B, continua paralel cu Strada Păltinișului, supratraversa D.N.18B (la kilometrul 3+730), continua paralel cu Strada Oborului, apoi în zona dintre combinatul „Phoenix” și fosta Flotație Centrală Baia Mare (la kilometrul 5+775) reintra în vechiul traseu și traversa Strada Forestierului (la kilometrul 6+300). Linia Baia Mare – Baia Sprie avea 11 km. Pe această linie în 1968, la kilometrul 4+422 față de stația Baia Mare a fost construită stația Baia Mare Sud.
Stația Baia Mare Sud are un dispozitiv format din 3 linii. Macazurile sunt necentralizate și se manipulează manual. Trecerea trenurilor peste aceste macazuri se face pe baza semnalelor date de agenți cu instrumente portative. Liniile au o declivitate maximă de 2 ‰. Declivitatea maximă între Baia Mare și Baia Mare Sud este de 17 ‰, pantă spre stația Baia Mare. Între Baia Mare – Baia Mare Sud există o trecere la nivel cu calea ferată la kilometrul 1+565 semnalizată cu indicatoare rutiere tip IR. Stația Baia Mare Sud deservea, printre altele, combinatul „Cuprom” („Phoenix”) și Flotația Centrală (Uzina de Preparare Flotația Centrală), din linia Baia Mare – Baia Sprie se racordau mai multe linii ferate industriale în zona de est a orașului.
La 14 iulie 1988, linia Baia Mare – Baia Sprie a fost închisă, iar între 1990-1997 calea ferată dintre Baia Mare Sud (zona Flotației Centrale, la kilometrul 6+800) și Baia Sprie a fost demontată din teren. În februarie 2010 angajații CFR Marfă de la stația Baia Mare Sud au fost disponibilizați, după ce același lucru s-a produs cu cei de la stația Baia Mare Nord. La 1 martie 2010 activitatea în stația Baia Mare Sud a încetat. În 2011 a fost închisă parțial infrastructura feroviară din stația Baia Mare Sud și linia Baia Mare Sud – Baia Sprie. În aprilie 2012, stația Baia Mare Sud a fost transformată în grupă de linii a stației Baia Mare. Pe linia Baia Mare – Baia Mare Sud – Baia Sprie au circulat doar trenuri de marfă. În ianuarie 2019, orașul Baia Sprie a demarat procedurile pentru pentru a transforma terasamentul dezafectat al liniei Baia Mare – Baia Sprie în drum de legătură Baia Mare – Baia Sprie și pistă de biciclete. Terenul, cu o suprafață de 178 603 m2, pe care a fost amplasată linia Baia Mare Sud – Baia Sprie a fost, în iunie 2022, trecut din domeniul public al statului în domeniul public al orașului Baia Sprie. Lucrările la noul drum de legătură Baia Sprie – Baia Mare și pista de biciclete au început în 2020, iar odată cu trecerea terasamentul dezafectat al liniei Baia Mare – Baia Sprie în domeniul public al orașului Baia Sprie lucrările s-au extins și pe acel teren spre Baia Mare și au fost finalizate în 2023.
Linia Baia Mare – Ferneziu a fost construită în 1906 și se ramifica din linia Baia Mare – Baia Sprie la stația Baia Mare Fabrică. Prin sistematizarea ei din anul 1968 varianta nouă a liniei se ramifică din noul traseu al liniei Baia Mare – Baia Sprie (la kilometrul 5+550), pentru a reintra în vechiul traseu lângă fostul IMMUM, în zona industrială de est a orașului (la kilometrul 6+450) traversează D.N.18, apoi urcă spre nord până la stația Baia Mare Nord, aflată la altitudinea de 271 metri. Linia Baia Mare – Baia Mare Nord are 9 km.
Stația Baia Mare Nord este situată la kilometrul 9+420 față de stația Baia Mare și are un dispozitiv format din 3 linii. Macazurile sunt necentralizate și se manipulează manual. Trecerea trenurilor peste aceste macazuri se face pe baza semnalelor date de agenți cu instrumente portative. Liniile au o declivitate între 2,5 ‰ și 9,4 ‰. Declivitatea maximă între Baia Mare Sud și Baia Mare Nord este de 16,4 ‰ rampă spre stația Baia Mare Nord. Între Baia Mare Sud – Baia Mare Nord există o trecere la nivel cu calea ferată la kilometrul 6+520 semnalizată cu indicatoare rutiere tip IR. Stația Baia Mare Nord deservea, printre altele, uzina „Romplumb” („1 Mai Ferneziu”), din linia Baia Mare – Ferneziu se racordau mai multe linii ferate industriale.
Ambele linii care plecau din Baia Mare la Baia Sprie și la Baia Mare Nord erau considerate linii de interes minier.
În aprilie 2012, stația Baia Mare Nord a fost transformată în grupă de linii a stației Baia Mare. Pe linia Baia Mare – Baia Mare Sud – Baia Mare Nord au circulat doar trenuri de marfă. După 1968 trenurile cu călători au circulat doar pe linia Baia Mare – Baia Mare Sud, orarul mijloacelor de transport în comun, autobuzelele nr.8 barat Baia Mare Sud – Flotația Centrală – Autobaza nr.2 (Strada 8 Martie) și nr.10 barat Baia Mare Sud – IMMN („Phoenix”) – UMMUM (IMMUM), fiind corelat cu mersul trenurilor.
Grupa de linii Baia Mare Sud, grupa de linii Baia Mare Nord și stația Baia Mare au alcătuit, din aprilie 2012, Secția de circulație neinteroperabilă Baia Mare – Baia Mare Nord, Compania Națională de Căi Ferate CFR SA în „Anexa 1.a - Harta generala retea CFR” și „Anexa 1.b - Harta linii interoperabile și neinteroperabile” din „Documentul de referință al Rețelei CFR 2021”, documentul care descrie serviciile pe care CFR le oferă clienților care doresc să opereze trenuri pe infrastructura feroviară administrată de CFR, enumeră linia Baia Mare – Baia Mare Sud ca linie neinteroperabilă, iar Baia Mare Sud – Baia Sprie și Baia Mare Sud – Baia Mare Nord ca linii neinteroperabile închise.
| Harta liniilor de cale ferată din Baia Mare |
| ------------------------------------------- |
| Harta liniilor de cale ferată din Baia Mare |

## Distanțe față de alte gări din România și Europa

### Distanțe față de alte gări din România
- Baia Mare și Alba Iulia - 314 km
- Baia Mare și Alexandria (via Cluj-Napoca și București Nord) - 824 km
- Baia Mare și Alexandria (via Deda și București Nord) - 758 km
- Baia Mare și Arad - 314 km
- Baia Mare și Bacău (via Dej Călători și Suceava) - 542 km
- Baia Mare și Bacău (via Siculeni și Adjud) - 564 km
- Baia Mare și Bârlad (via Dej Călători, Suceava și Vaslui) - 654 km
- Baia Mare și Beclean pe Someș - 158 km
- Baia Mare și Bistrița Nord - 194 km
- Baia Mare și Blaj - 316 km
- Baia Mare și Botoșani (via Dej Călători și Suceava) - 456 km
- Baia Mare și Brașov (via Cluj-Napoca) - 524 km
- Baia Mare și Brașov (via Deda) - 458 km
- Baia Mare și Brăila (via Cluj-Napoca și Brașov)- 803 km
- Baia Mare și București Nord (via Cluj-Napoca) - 690 km
- Baia Mare și București Nord (via Deda) - 624 km
- Baia Mare și București Obor (via Cluj-Napoca și București Nord) - 714 km
- Baia Mare și București Obor (via Deda și București Nord) - 648 km
- Baia Mare și Buzău (via Cluj-Napoca și Brașov) - 703 km
- Baia Mare și Buzău (via Deda, Brașov, Ploiești Vest și Ploiești Sud) - 637 km
- Baia Mare și Calafat (via Cluj-Napoca și Sibiu) - 712 km
- Baia Mare și Călărași Sud (via Cluj-Napoca și București Nord) - 826 km
- Baia Mare și Călărași Sud (via Deda și București Nord) - 762 km
- Baia Mare și Câmpulung (via Deda și București Nord) - 779 km
- Baia Mare și Câmpulung Moldovenesc (via Dej Călători) - 318 km
- Baia Mare și Cluj-Napoca - 193 km
- Baia Mare și Constanța (via Cluj-Napoca și București Nord) - 915 km
- Baia Mare și Constanța (via Deda și București Nord) - 894 km
- Baia Mare și Craiova (via Arad) - 705 km
- Baia Mare și Craiova (via Cluj-Napoca) - 605 km
- Baia Mare și Curtici - 331 km
- Baia Mare și Dej Călători - 134 km
- Baia Mare și Deva (via Războieni) - 377 km
- Baia Mare și Dornești (via Dej Călători și Suceava) - 430 km
- Baia Mare și Drobeta Turnu Severin (via Arad) - 581 km
- Baia Mare și Episcopia Bihor - 199 km
- Baia Mare și Făgăraș (via Cluj-Napoca și Brașov) - 589 km
- Baia Mare și Făgăraș (via Cluj-Napoca și Sibiu) - 475 km
- Baia Mare și Făgăraș (via Deda și Brașov) - 523 km
- Baia Mare și Focșani (via Cluj-Napoca, Brașov și Ploiești Sud) - 774 km
- Baia Mare și Focșani (via Dej Călători și Suceava) - 645 km
- Baia Mare și Focșani (via Siculeni) - 551 km
- Baia Mare și Galați (via Brașov) - 834 km
- Baia Mare și Galați (via Suceava) - 789 km
- Baia Mare și Gherla - 148 km
- Baia Mare și Gheorgheni - 308 km
- Baia Mare și Giurgiu (via Cluj-Napoca și București Nord) - 808 km
- Baia Mare și Giurgiu (via Deda și București Nord) - 742 km
- Baia Mare și Iași (via Suceava) - 534 km
- Baia Mare și Jibou - 58 km
- Baia Mare și Lugoj (via Arad) - 430 km
- Baia Mare și Lugoj (via Cluj-Napoca și Războieni) - 484 km
- Baia Mare și Mangalia (via Deda și București Nord) - 892 km
- Baia Mare și Medgidia (via Deda și București Nord) - 814 km
- Baia Mare și Mediaș - 357 km
- Baia Mare și Miercurea Ciuc - 363 km
- Baia Mare și Oradea - 193 km
- Baia Mare și Aeroportul Henri Coandă Otopeni (via Cluj-Napoca și București Nord) - 719 km
- Baia Mare și Aeroportul Henri Coandă Otopeni (via Deda și București Nord) - 643 km
- Baia Mare și Piatra Neamț (via Dej Călători, Suceava și Bacău) - 502 km
- Baia Mare și Pitești (via Cluj-Napoca și București Nord) - 798 km
- Baia Mare și Pitești (via Deda și București Nord) - 732 km
- Baia Mare și Ploiești Sud (via Cluj-Napoca) - 634 km
- Baia Mare și Ploiești Sud (via Deda) - 568 km
- Baia Mare și Ploiești Vest (via Cluj-Napoca) - 631 km
- Baia Mare și Ploiești Vest (via Deda) - 565 km
- Baia Mare și Predeal (via Cluj-Napoca și Brașov) - 550 km
- Baia Mare și Predeal (via Deda și Brașov) - 484 km
- Baia Mare și Râmnicu Vâlcea (via Cluj-Napoca) - 490 km
- Baia Mare și Reșița Nord (via Timișoara Nord) - 466 km
- Baia Mare și Roman (via Dej Călători, Suceava și Pașcani) - 498 km
- Baia Mare și Roman (via Siculeni și Adjud) - 608 km
- Baia Mare și Satu Mare - 60 km
- Baia Mare și Sfântu Gheorghe - 426 km
- Baia Mare și Sibiu (via Cluj-Napoca și Copșa Mică) - 391 km
- Baia Mare și Sighetu Marmației (via Dej Călători și Beclean pe Someș) - 298 km
- Baia Mare și Sighișoara - 60 km
- Baia Mare și Sinaia (via Cluj-Napoca) - 569 km
- Baia Mare și Sinaia (via Deda) - 503 km
- Baia Mare și Slatina (via Cluj-Napoca, Sibiu și Piatra Olt) - 594 km
- Baia Mare și Slobozia Veche (via Deda și București Nord) - 750 km
- Baia Mare și Stamora Moravița - 427 km
- Baia Mare și Suceava (via Dej Călători) - 397 km
- Baia Mare și Târgoviște (via Cluj-Napoca și București Nord) - 770 km
- Baia Mare și Târgoviște (via Deda și București Nord) - 704 km
- Baia Mare și Târgu Jiu (via Arad) - 612 km
- Baia Mare și Târgu Jiu (via Cluj-Napoca și Războieni) - 498 km
- Baia Mare și Târgu Mureș (via Deda) - 275 km
- Baia Mare și Târgu Mureș (via Războieni) - 320 km
- Baia Mare și Tecuci (via Dej Călători și Suceava) - 740 km
- Baia Mare și Teiuș - 295 km
- Baia Mare și Timișoara Nord - 371 km
- Baia Mare și Tulcea Oraș (via Cluj-Napoca, București Nord și Medgidia) - 1024 km
- Baia Mare și Tulcea Oraș (via Deda, București Nord și Medgidia) - 958 km
- Baia Mare și Urziceni (via Cluj-Napoca, Brașov și Ploiești Sud) - 689 km
- Baia Mare și Urziceni (via Deda, Brașov și București Nord) - 695 km
- Baia Mare și Vatra Dornei (via Dej Călători) - 281 km
- Baia Mare și Valea lui Mihai - 127 km
- Baia Mare și Vaslui (via Dej Călători și Suceava) - 601 km
- Baia Mare și Zalău Nord - 81 km

### Distanțe față de alte gări din Europa
- Baia Mare și  Bahnhof Basel SBB (via Arad, Keleti Budapesta, Hauptbahnhof Viena, München Ost, Hauptbahnhof Stuttgart, Hauptbahnhof Mannheim și Hauptbahnhof Karlsruhe) - 1917 km
- Baia Mare și  /  Badischer Bahnhof Basel (via Arad, Keleti Budapesta, Hauptbahnhof Viena, München Ost, Hauptbahnhof Stuttgart, Hauptbahnhof Mannheim și Hauptbahnhof Karlsruhe) - 1913 km
- Baia Mare și  Jeleznicika Stanița Beograd Centar (via Timișoara Nord) - 549 km
- Baia Mare și  Hauptbahnhof Berlin (via Arad, Keleti Budapesta, Hauptbahnhof Viena, Praha hlavní nádraží și Bahnhof Dresden-Neustadt) - 1510 km
- Baia Mare și  Bahnhof Berna (via Arad, Keleti Budapesta, Hauptbahnhof Viena, Hauptbahnhof Karlsruhe, Bahnhof Basel SBB și Bahnhof Olten) - 2063 km
- Baia Mare și  Gare de Bordeaux-Saint-Jean (via Arad, Keleti Budapesta, Hauptbahnhof Viena, Hauptbahnhof Mannheim, Gare de Strasbourg-Ville și Gare de Paris-Austerlitz) - 2742 km
- Baia Mare și  Železničná stanica Bratislava-Petržalka (via Arad, Keleti Budapesta și Hauptbahnhof Viena) - 894 km
- Baia Mare și  Brno hlavní nádraží (via Arad, Keleti Budapesta și Hauptbahnhof Viena) - 985 km
- Baia Mare și  Gare de Bruxelles Midi/Station Brussel-Zuid (via Arad, Keleti Budapesta, Hauptbahnhof Viena, Hauptbahnhof Frankfurt pe Main, Hauptbahnhof Aachen și Gare de Liège-Guillemins) - 1818 km
- Baia Mare și  Gare de Bruxelles Midi/Station Brussel-Zuid (via Arad, Keleti Budapesta, Hauptbahnhof Viena, Hauptbahnhof Mannheim, Gare de Paris-Nord și Gare de Lille-Flandres) - 2485 km
- Baia Mare și  Keleti Budapesta (via Arad) - 567 km
- Baia Mare și  Keleti Budapesta (via Oradea) - 440 km
- Baia Mare și  Keleti Budapesta (via Valea lui Mihai) - 387 km
- Baia Mare și  Chișinău (via Suceava și Iași) - 664 km
- Baia Mare și  Københavns Hovedbanegård (via Arad, Keleti Budapesta, Hauptbahnhof Viena, Praha hlavní nádraží, Hauptbahnhof Berlin, Hauptbahnhof Kiel și Fredericia Station) - 2375 km
- Baia Mare și  Bahnhof Dresden-Neustadt (via Arad, Keleti Budapesta, Hauptbahnhof Viena, Brno hlavní nádraží și Praha hlavní nádraží) - 1335 km
- Baia Mare și  Hauptbahnhof Frankfurt pe Main (via Arad, Keleti Budapesta, Hauptbahnhof Viena, Hauptbahnhof Passau, Hauptbahnhof Regensburg și Hauptbahnhof Nürnberg) - 1578 km
- Baia Mare și  Hauptbahnhof Frankfurt pe Main (via Arad, Keleti Budapesta, Hauptbahnhof Viena, München Ost, Hauptbahnhof Stuttgart și Hauptbahnhof Mannheim) - 1753 km
- Baia Mare și  Gare de Genève (via Arad, Keleti Budapesta, Hauptbahnhof Viena, Hauptbahnhof Karlsruhe, Bahnhof Basel SBB, Bahnhof Biel/Gare de Bienne și Gare de Lausanne) - 2153 km
- Baia Mare și  Centralstationen Göteborg (via Arad, Keleti Budapesta, Hauptbahnhof Viena, Hauptbahnhof Berlin, Københavns Hovedbanegård și Centralstation Malmö) - 2765 km
- Baia Mare și  Hauptbahnhof Hamburg (via Arad, Keleti Budapesta, Hauptbahnhof Viena, Praha hlavní nádraží și Hauptbahnhof Berlin) - 1795 km
- Baia Mare și  Hauptbahnhof Innsbruck (via Arad, Keleti Budapesta, Hauptbahnhof Viena și Hauptbahnhof Salzburg) - 1380 km
- Baia Mare și  Hauptbahnhof Karlsruhe (via Arad, Keleti Budapesta, Hauptbahnhof Viena, München Ost și Hauptbahnhof Stuttgart) - 1634 km
- Baia Mare și  Hauptbahnhof Kiel (via Arad, Keleti Budapesta, Hauptbahnhof Viena, Praha hlavní nádraží, Hauptbahnhof Berlin și Hauptbahnhof Hamburg) - 1900 km
- Baia Mare și  Kiev Pasajirski (via Suceava) - 1177 km
- Baia Mare și  Hauptbahnhof Köln (via Arad, Keleti Budapesta, Hauptbahnhof Viena, Hauptbahnhof Passau, Hauptbahnhof Regensburg, Hauptbahnhof Nürnberg și Hauptbahnhof Frankfurt pe Main) - 1643 km
- Baia Mare și  Gare de Lausanne (via Arad, Keleti Budapesta, Hauptbahnhof Viena, Hauptbahnhof Karlsruhe, Bahnhof Basel SBB și Bahnhof Biel/Gare de Bienne) - 2093 km
- Baia Mare și  Hauptbahnhof Leipzig (via Arad, Keleti Budapesta, Hauptbahnhof Viena, Praha hlavní nádraží și Bahnhof Dresden-Neustadt) - 1451 km
- Baia Mare și  Gare de Liège-Guillemins (via Arad, Keleti Budapesta, Hauptbahnhof Viena, Hauptbahnhof Frankfurt pe Main și Hauptbahnhof Aachen) - 1718 km
- Baia Mare și  Hauptbahnhof Linz (via Arad, Keleti Budapesta și Hauptbahnhof Viena) - 1003 km
- Baia Mare și  Železniška postaja Ljubljana (via Arad, Keleti Budapesta și Hauptbahnhof Viena) - 1137 km
- Baia Mare și   St. Pancras International Londra (via Arad, Keleti Budapesta, Hauptbahnhof Viena, Hauptbahnhof Mannheim, Gare de Paris-Nord, Gare de Lille-Europe și Gare de Calais-Fréthun) - 2667 km
- Baia Mare și  Gare de Lyon-Perrache (via Arad, Keleti Budapesta, Hauptbahnhof Viena, Hauptbahnhof Karlsruhe, Bahnhof Basel SBB, Gare de Lausanne și Gare de Genève) - 2321 km
- Baia Mare și  Bahnhof Lucerna (via Arad, Keleti Budapesta, Hauptbahnhof Viena, Hauptbahnhof Karlsruhe, Bahnhof Basel SBB și Bahnhof Olten) - 2058 km
- Baia Mare și  Centralstation Malmö (via Arad, Keleti Budapesta, Hauptbahnhof Viena, Praha hlavní nádraží, Hauptbahnhof Berlin, Hauptbahnhof Kiel și Københavns Hovedbanegård) - 2420 km
- Baia Mare și  Hauptbahnhof Mannheim (via Arad, Keleti Budapesta, Hauptbahnhof Viena, München Ost și Hauptbahnhof Stuttgart) - 1643 km
- Baia Mare și  Stazione di Milano Centrale (via Arad, Keleti Budapesta, Hauptbahnhof Viena, Hauptbahnhof Salzburg, Hauptbahnhof Innsbruck și Stazione di Verona Porta Nuova) - 1604 km
- Baia Mare și  Hauptbahnhof München (via Arad, Keleti Budapesta, Hauptbahnhof Viena și Hauptbahnhof Salzburg) - 1283 km
- Baia Mare și  Hauptbahnhof München (via Oradea, Keleti Budapesta, Hauptbahnhof Viena și Hauptbahnhof Salzburg) - 1157 km
- Baia Mare și  Hauptbahnhof Nürnberg (via Arad, Keleti Budapesta, Hauptbahnhof Viena, Hauptbahnhof Passau și Hauptbahnhof Regensburg) - 1344 km
- Baia Mare și  Nyírábrány vasútállomás - 135 km
- Baia Mare și  Gare de l'Est Paris (via Arad, Keleti Budapesta, Hauptbahnhof Viena, Hauptbahnhof München și Hauptbahnhof Frankfurt pe Main) - 2234 km
- Baia Mare și  Gare de l'Est Paris (via Arad, Keleti Budapesta, Hauptbahnhof Viena, München Ost și Hauptbahnhof Stuttgart) - 2158 km
- Baia Mare și  Praha hlavní nádraží (via Arad, Keleti Budapesta, Hauptbahnhof Viena și Brno hlavní nádraží) - 1239 km
- Baia Mare și  Hauptbahnhof Salzburg (via Arad, Keleti Budapesta și Hauptbahnhof Viena) - 1130 km
- Baia Mare și  Hauptbahnhof Stuttgart (via Arad, Keleti Budapesta, Hauptbahnhof Viena și München Ost) - 1544 km
- Baia Mare și  Țentralna Jelezopatna Gara Sofia (via Cluj-Napoca și București Nord) - 1229 km
- Baia Mare și  Țentralna Jelezopatna Gara Sofia (via Deda și București Nord) - 1163 km
- Baia Mare și  Centralstation Stockholm (via Arad, Keleti Budapesta, Hauptbahnhof Viena, Praha hlavní nádraží, Hauptbahnhof Kiel, Københavns Hovedbanegård și Centralstationen Göteborg) - 3120 km
- Baia Mare și  Gare de Strasbourg-Ville (via Arad, Keleti Budapesta, Hauptbahnhof Viena, München Ost și Hauptbahnhof Stuttgart) - 1682 km
- Baia Mare și  Gare de Strasbourg-Ville (via Arad, Keleti Budapesta, Hauptbahnhof Viena, München Ost, Hauptbahnhof Stuttgart, Hauptbahnhof Karlsruhe și Bahnhof Basel SBB) - 2058 km
- Baia Mare și  Warszawa Centralna (via Arad, Keleti Budapesta, Hauptbahnhof Viena, Brno hlavní nádraží, Olomouc hlavní nádraží și Stacja kolejowa Katowice) - 1671 km
- Baia Mare și  Stazione di Venezia Mestre (via Arad, Keleti Budapesta, Hauptbahnhof Viena și Stazione di Trieste Centrale) - 1820 km
- Baia Mare și  Stazione di Venezia Santa Lucia (via Arad, Keleti Budapesta, Hauptbahnhof Viena, Hauptbahnhof Salzburg, Hauptbahnhof Innsbruck și Stazione di Verona Porta Nuova) - 1608 km
- Baia Mare și  Stazione di Verona Porta Nuova (via Arad, Keleti Budapesta, Hauptbahnhof Viena, Hauptbahnhof Salzburg și Hauptbahnhof Innsbruck) - 1453 km
- Baia Mare și  Hauptbahnhof Viena (via Arad) - 829 km
- Baia Mare și  Hauptbahnhof Viena (via Oradea) - 703 km
- Baia Mare și  Hauptbahnhof Viena (via Valea lui Mihai) - 643 km
- Baia Mare și  Hauptbahnhof Zürich (via Arad, Keleti Budapesta, Hauptbahnhof Viena, Hauptbahnhof Karlsruhe, Bahnhof Basel SBB, Bahnhof Olten și Bahnhof Killwangen-Spreitenbach) - 2063 km
- Baia Mare și  Hauptbahnhof Zürich (via Arad, Keleti Budapesta, Hauptbahnhof Viena, Hauptbahnhof Innsbruck, Bahnhof Lindau-Insel, Bahnhof Buchs SG și Bahnhof Sargans) - 1708 km